# Bătălia de la Wagram
Bătălia de la Wagram (5 – 6 iulie 1809) a fost cea mai importantă confruntare militară a Războiului celei de-a Cincea Coaliții, desfășurându-se pe câmpia Marchfeld, în apropierea insulei dunărene Lobau și în dreptul localității Deutsch-Wagram, la 10 km nord-est de Viena. Bătălia a opus o armată franco-germano-italiană, condusă de Împăratul Napoleon I, unei armate austriece, comandate de arhiducele Carol de Austria-Teschen. Cele două zile de lupte s-au încheiat cu victoria decisivă a armatei franco-aliate.
În urma insuccesului de la Aspern-Essling (21 – 22 mai 1809), Napoleon rămâne cu armata pe malul drept (meridional) al Dunării și își concentrează o mare parte din trupe pe insula Lobau, la nord-est de capitala austriacă ocupată. Pe 4 iulie, la ora 21, profitând de o furtună violentă, forțele franco-aliate încep să traverseze brațul nordic al fluviului. În ziua următoare, pe 5, francezii și aliații lor lansează o violentă ofensivă, dar nu pot disloca excelentul dispozitiv prevăzut de arhiducele Carol, desfășurat în spatele liniei fortificate construite de-a lungul râului Russbach. Pe data de 6, în timpul dimineții, austriecii lansează o contraofensivă decisă dar imprecis coordonată, care aproape dislocă centrul inamic, dar aripile acestuia rezistă și, prin desfășurarea unei „Mari Baterii” și organizarea unei ofensive puternice pe stânga austriecilor și în centru, Napoleon reușește să oblige armata austriacă să se retragă treptat, încă de la începutul după-amiezii, ostilitățile încheindu-se în jurul orei 20. Armata franceză, epuizată, este incapabilă să lanseze o urmărire eficace iar armata austriacă se retrage în relativă ordine. În marș spre câmpul de bătălie, arhiducele Ioan de Austria, aflat la comanda unei armate austriece de mici proporții, nu a reușit să intervină în timp util pentru a susține armata principală. Pierderile au fost oarecum similare de ambele părți, dar Napoleon a câștigat un avantaj strategic decisiv, separând forțele demoralizate ale austriecilor și obligându-le să se retragă încontinuu în zilele ce au urmat bătăliei.
Arhiducele Carol decide replierea în Boemia, în direcția Znaim, unde cele două armate se ciocnesc încă odată, pe 10 și 11 iulie, înainte ca arhiducele să ceară, pe propria răspundere, semnarea unui armistițiu. Bătălia de la Wagram a fost probabil ultima victorie decisivă strategic pe care a obținut-o Împăratul Napoleon, austriecii cerând semnarea armistițiului la nici o săptămână după bătălie. Bătălia a fost de proporții uriașe, fiind a doua bătălie din Războaiele napoleoniene ca număr de soldați implicați (după „Bătălia Națiunilor” de la Leipzig). Pierderile enorme de ambele părți au fost cauzate în special de folosirea unei artilerii foarte numeroase, bătălia fiind prima mare înfruntare de artilerie din istorie.

## Context istoric

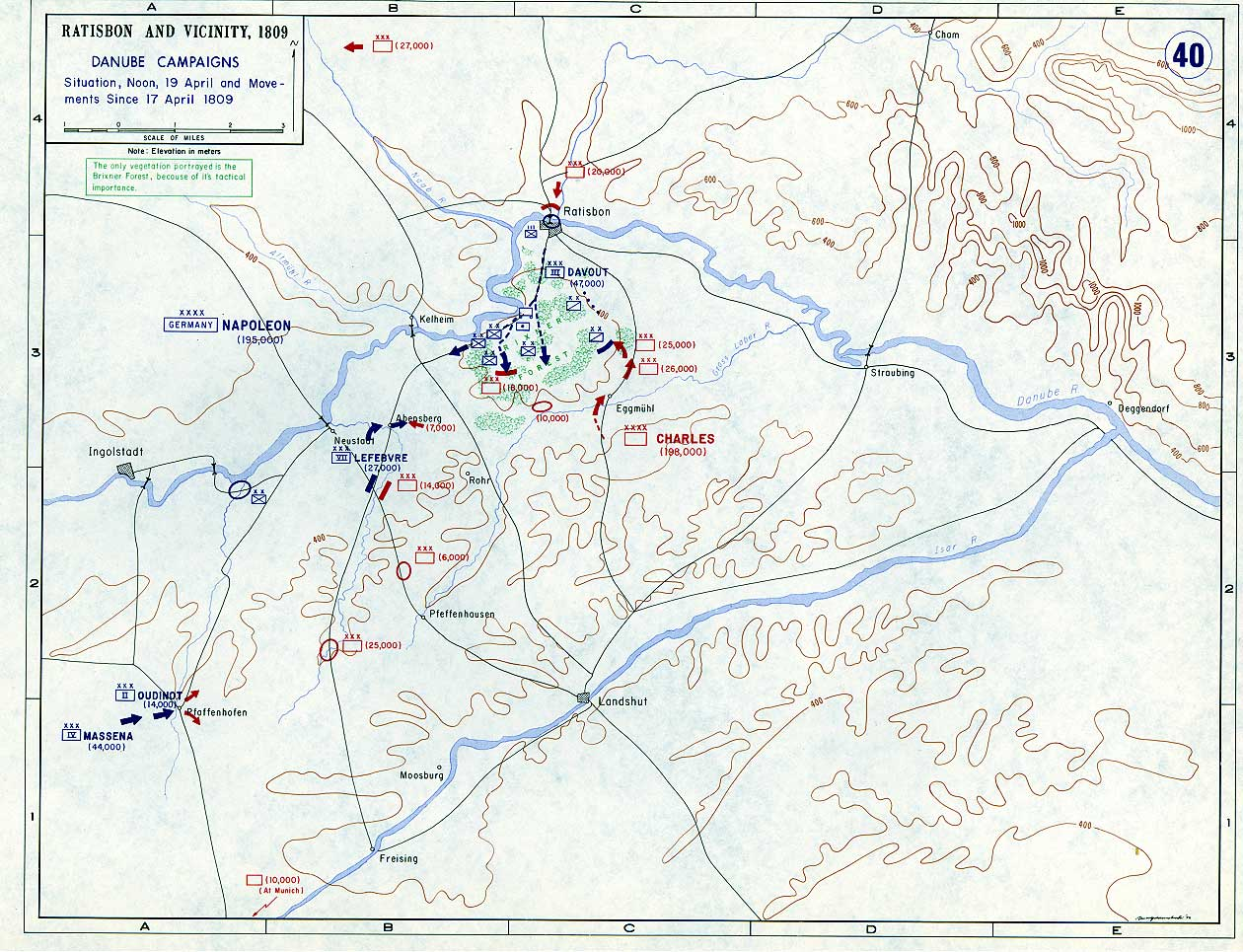
Primele manevre austriece în Bavaria

În 1809, Primul Imperiu Francez se afla la apogeu și doar Regatul Unit se mai opunea hegemoniei sale. Pentru a aplica mai bine blocada continentală împotriva insulelor britanice, Franța ocupă Portugalia în 1807 și apoi operează o schimbare dinastică în Spania, trimițând din în ce mai multe trupe în peninsula iberică, pentru a lupta împotriva insurecțiilor antifranceze. Anii 1808–1809 marchează o schimbare majoră de context politic pe continentul european, marcată de răcirea relațiilor franco-ruse și de o implicare din ce în ce mai semnificativă a Franței în afacerile peninsulei, fapt ce slăbește prezența militară franceză în Germania centrală. Nemulțumit de noua ordine europeană, instaurată după războiul celei de-a Treia Coaliții și războiul celei de-a Patra Coaliții, Imperiul Austriac începe să își mobilizeze forțele împotriva Franței, bazându-se pe neimplicarea Rusiei și poate pe cooptarea Prusiei în cadrul unei noi Coaliții antifranceze. Regatul Unit încurajează politica belicoasă a Austriei, promițând subsidii și susținere militară.

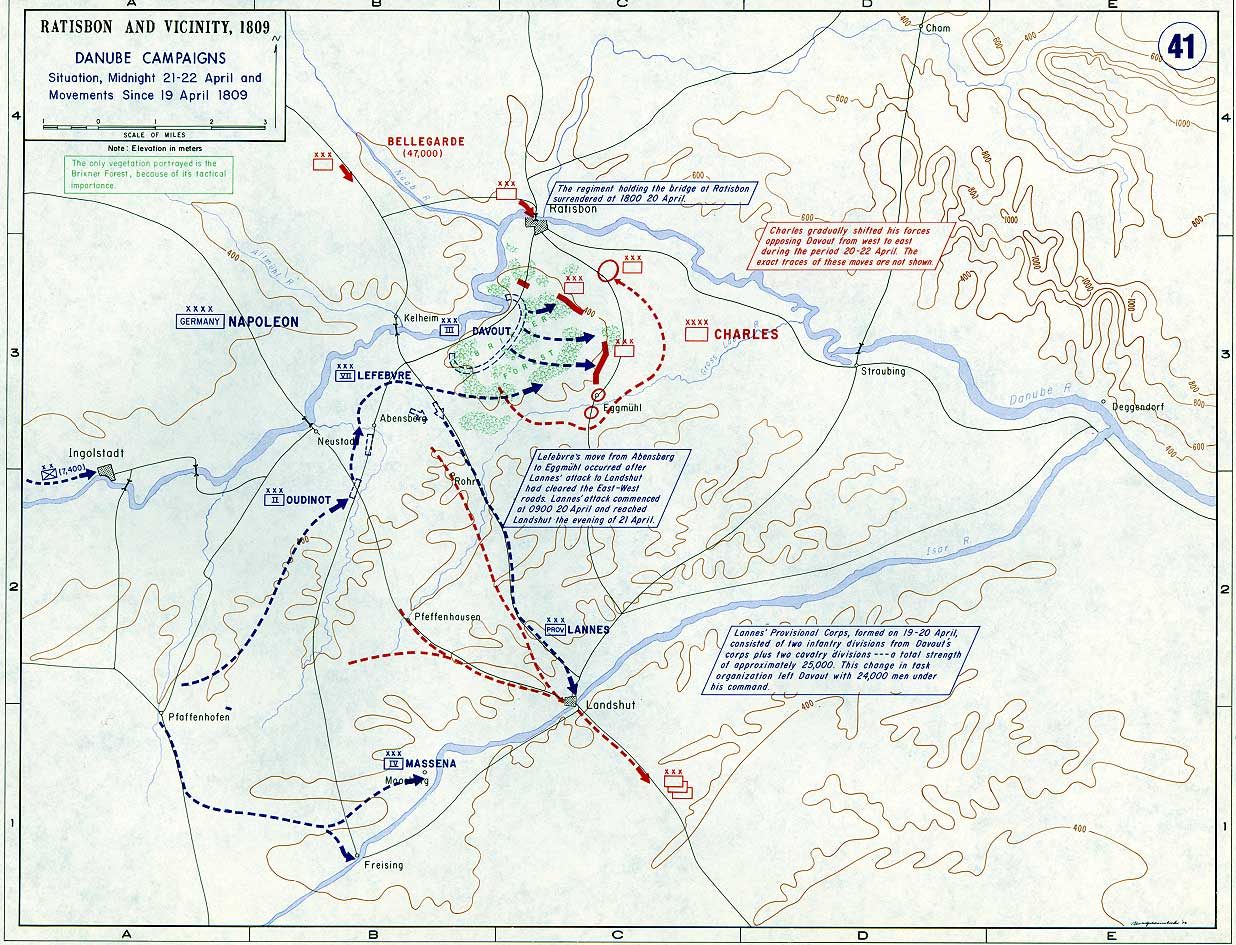
Contraofensiva franceză din aprilie și manevrele premergătoare bătăliei de la Eckmühl

Ca atare, la începutul lui 1809, Austria decide să își accelereze reformele militare și mobilizarea, concepând un plan de campanie pe mai multe teatre de operațiuni, urmărind să atace aliații Franței: o armată principală, sub comanda Arhiducelui Carol de Austria urmează să atace Bavaria, iar armatele secundare austriece să atace Ducatul Varșoviei, Italia, Dalmația, Regatul Saxoniei și să instige o revoltă pro-austriacă în Tirolul bavarez.

## Campania premergătoare

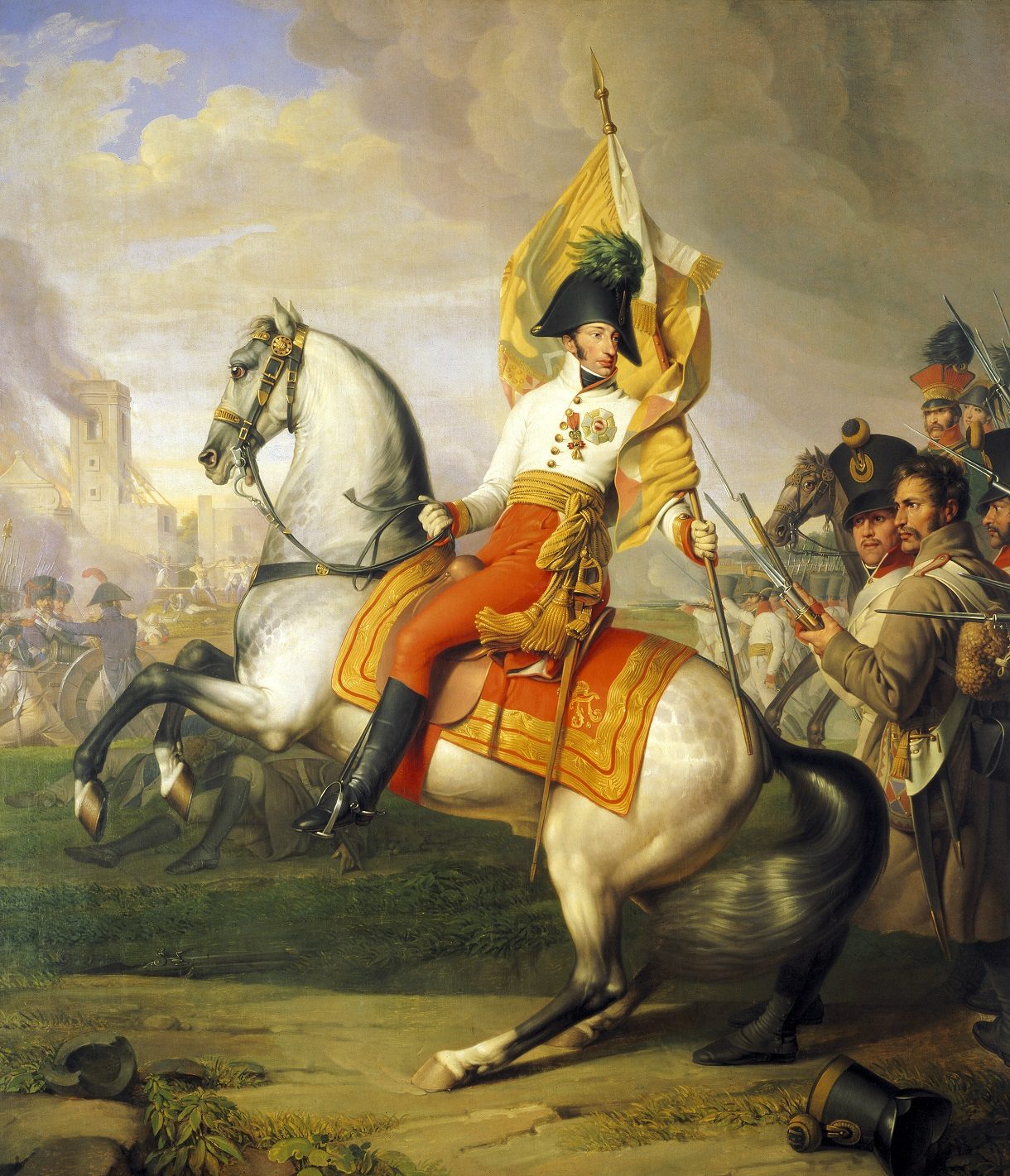
Mai 1809: Arhiducele Carol (călare) respinge prima tentativă lui Napoleon de a trece Dunărea, la Aspern și Essling.

În martie 1809, războiul era iminent și arhiducele Carol de Austria își masează armata de 200 000 de oameni în Boemia, sperând că Prusia se va alătura Coaliției și că va putea, deci, face joncțiunea cu armata prusacă. Prusia decide totuși să rămână neutră și atunci Viena decide să își mute trupele în lunca Dunării, pentru a acoperi mai bine capitala, pierzând astfel o lună întreagă.
Pe 9 aprilie 1809, armata Arhiducelui Carol invadează Bavaria, stârnind o revoltă pro-austriacă în Tirol. Austriecii au lansat apoi atacuri pe toate celelalte teatre de operațiuni, obținând o serie de succese semnificative. Comandantul forțelor franceze și aliate din Germania centrală („Marea Armată din Germania”), mareșalul Berthier reacționează lent în a-și concentra trupele, dar pe 17 aprilie sosește Împăratul Napoleon I, care preia comanda armatei. Reorganizată, „Marea Armată din Germania” trece la ofensivă, operând manevra Landshut, cu scopul de a tăia liniile de comunicație austriece. Cu multă abilitate, Arhiducele Carol reușește să iasă din această situație periculoasă, dar cu prețul unor mari sacrificii ale ariergărzii austriece la Abensberg și mai ales Eckmühl. Arhiducele Carol izbutește însă să păstreze o armată numeroasă, retrăgându-se în Boemia, pe malul stâng al Dunării, în timp ce Napoleon se îndreaptă spre Viena, pe malul drept al fluviului. Intrând în capitala austriacă pe 12 mai, Napoleon găsește podurile peste fluviu distruse și încearcă, prin urmare, să îl traverseze la 5 km în aval, prin dreptul insulei Lobau. O primă tentativă de a traversa este respinsă de austrieci în 21 –  22 mai, în cadrul sângeroasei bătălii de la Aspern-Essling. „Marea Armată din Germania” rămâne pe malul drept al fluviului, pregătind o nouă traversare.
În acest timp, francezii și aliații lor luptau cu succes împotriva insurecției tiroliene și a celei saxone, cât și pe teatrele secundare de operațiuni, obținând succese pe toate fronturile și împingând înapoi armatele austriece respective. Crucial pentru bătălia ce se anunța la nord de Viena a fost succesul Viceregelui Italiei, Prințul Eugène, care a învins „Armata Austriei Interioare”, condusă de arhiducele Ioan de Austria, reușind să se alăture pe 5 și 6 iunie, împreună cu subordonatul său, generalul Marmont, armatei principale franco-germane, masată în jurul Vienei.

## Cele două armate

### Armata austriacă
Pe parcursul celor două zile de lupte, arhiducele Carol nu va putea conta pe trupele armatei „Austriei Interioare”, fratele său, arhiducele Ioan, ajungând pe câmpul de bătălie prea târziu, spre sfârșitul celei de-a doua zi. Astfel, trupele pe care austriecii le-au avut la dispoziție pentru bătălia de pe 5 – 6 iulie au fost de aproximativ 145 000 de oameni, cu 414 de piese de artilerie. Armata austriacă era împărțită după cum urmează: avangarda, comandată de feldmareșalul Nordmann, Corpul I al lui Bellegarde, Corpul al II-lea al lui Hohenzollern-Hechingen, Corpul al III-lea al lui Kollowrat, Corpul al IV-lea al lui Rosenberg, Corpul al VI-lea al lui Klenau și Corpul de rezervă, sub comanda prințului von Liechtenstein, cuprinzând o divizie de grenadieri de rezervă sub comanda feldmareșalului d'Aspre, o divizie de infanterie și un Corp de cavalerie de rezervă, alcătuit din trei divizii de cavalerie: divizia de cuirasieri a lui Hessen-Homburg și cele două divizii de cavalerie ușoară, dragoni și husari ale lui Schwarzenberg și Nostitz. Corpul al V-lea de 9 000 de oameni al Feldzeuigmeister Reuss nu va participa la bătălie, fiind desfășurat nu departe de câmpul de luptă, pe înălțimile Bisamberg pentru a acoperi ruta de retragere spre Boemia și Moravia.

### Armata franceză
Spre deosebire de adversarul său, Napoleon avea la dispoziție și armata din Italia, adusă prin manevre excelente de către fiul său vitreg, Eugène de Beauharnais, vicerege al Italiei. Cu toate acestea, ultimele întăriri franceze au sosit după prima zi de lupte, spre sfârșitul dimineții zilei de 6 iulie. În aceste momente, trupele franceze și aliate totalizau aproximativ 166 000 de oameni, cu 433 de piese de artilerie, împărțiți după cum urmează: Garda Imperială, cu două divizii de infanterie și o divizie de cavalerie, Corpul al II-lea al generalului Oudinot, Corpul al III-lea al mareșalului Davout, Corpul al IV-lea al mareșalului Masséna, Corpul al IX-lea franco-saxon al mareșalului Bernadotte și rezerva de cavalerie comandată de mareșalul Bessières, formată din trei divizii de cavalerie grea ale armatei franceze: divizia de cuirasieri și carabinieri călare a lui Nansouty și diviziile de cuirasieri ale lui Saint-Sulpice și Arrighi (aceasta din urmă a fost detașată în dimineața zilei de 6 și pusă sub ordinele lui Davout). Acestora li se adăugau două armate de mici dimensiuni: „Armata din Italia”, comandată de viceregele Eugène — cuprinzând Corpul al V-lea al generalului MacDonald, Corpul al VI-lea al generalului Grenier și Garda Regală Italiană a generalului Fontanelli — și, în fine, veteranii „Armatei Dalmației”, de fapt un singur Corp de armată (al XI-lea) comandat de generalul Marmont. Napoleon a masat de asemenea o importantă artilerie pe insula Lobau: 28 de piese de 18 livre, 24 de 12 livre, 17 mortiere grele de 28 cm, 10 obuziere și o serie de tunuri de calibru mai mic, în special de 4 și 6 livre, toate plasate inițial sub comanda generalului Aubry, apoi sub cea a generalului Reynier. Aceste baterii, împreună cu un regiment și 5 batalioane detașate pentru a le apăra, nu aveau să ia parte direct la bătălie, dar bateriile aveau să deschidă un puternic baraj de artilerie în jurul amiezii, pe 6 iulie, împotriva forțelor austriece ce se aventuraseră în raza lor de acțiune. Corpul al VIII-lea al generalului Vandamme nu a participat la această bătălie, fiind însărcinat cu apărarea Vienei și a malului sudic al Dunării în amonte de capitala austriacă.

## Topografia și condițiile meteorologice

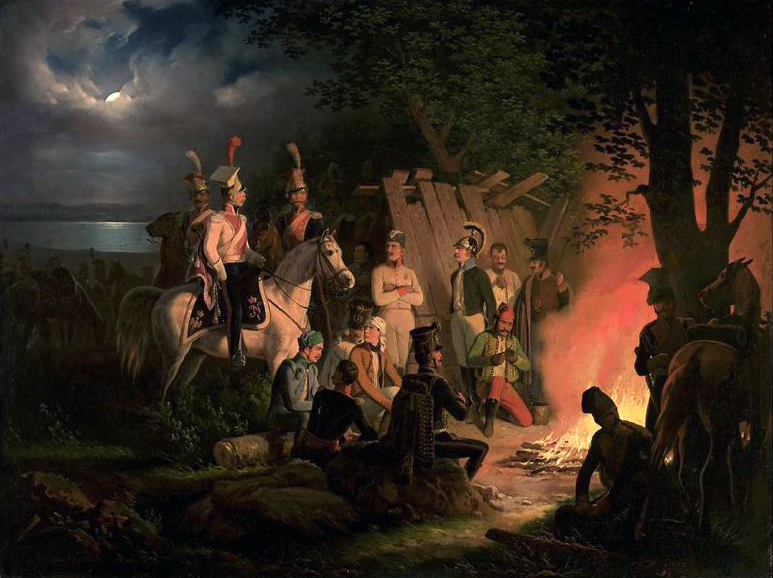
Chevau-légers polonezi în bivuac în timpul campaniei din 1809.

Bătălia de la Wagram s-a dat pe câmpia Marchfeld, o zonă întinsă și plată, cu excepția sectorului Markgrafneusiedl, unde se găsea un turn de observație. Câmpul de bătălie, lung de aproximativ 9 kilometri, este delimitat de Kagran la vest și Glinzerdorf la est, măsurând în jur de 6 kilometri în adâncime, între Aspern la sud și Deutsch-Wagram la nord. Pe tot parcursul bătăliei, vremea a fost frumoasă și caldă. Aspern și Essling erau unite printr-o ridicătură de pământ și o fosă, vestigii ale unui dig ridicat în trecut pentru protejarea podgoriilor de lângă Dunăre. La nord de localitățile Aspern și Essling se întindea câmpia cerealieră Marchfeld. Luptele din 5 și 6 iulie 1809 s-au derulat aici. Câmpia se întinde pe 36 de kilometri de la est la vest. În partea de vest, colina Bisamberg, înaltă de 350 de metri, marchează limita. Ea permite observarea unei părți a Dunării, în amonte față de Viena, și pe pantele acesteia Carol și-a dispus o mare parte din armată, după ce a sosit sub zidurile Vienei. Înspre est, câmpia se întindea până la râul March. Pressburg (Bratislava) nu se afla decât la opt kilometri depărtare, pe malul stâng al Dunării. Câmpia nu prezenta aproape nici o ondulație a terenului și numai înălțimea grâului din luna iulie putea ascunde vederii anumite sectoare ale câmpului de bătălie. Numeroase sate, aflate la trei sau patru kilometri depărtare unul de altul, se întindeau pe această câmpie în 1809.

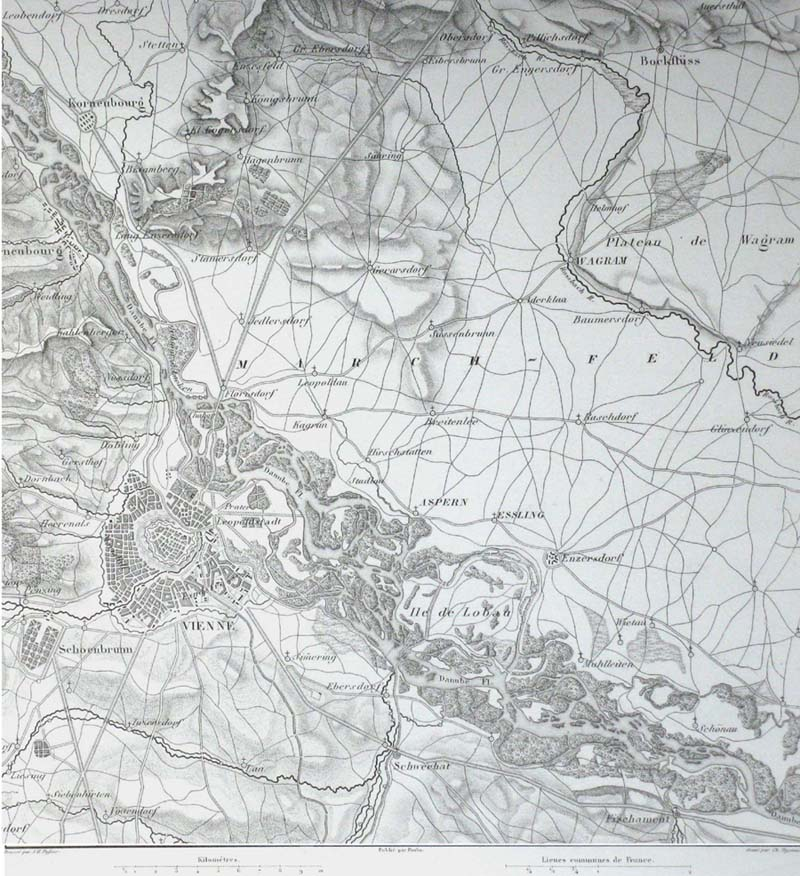
Un plan al regiunii de la nord de Viena, ilustrând teatrul de ostilități de pe 4, 5, 6 iulie 1809.

În nordul câmpiei, la zece kilometri de insula Lobau, curge un curs de apă numit Russbach, cu orientarea nord-vest, sud-est. Puțin impresionant, el se va dovedi totuși un redutabil obstacol pentru francezi din cauza debitului mare, în special în timpul luptelor din seara zilei de 5 iulie. În spatele râului Russbach se întinde un platou puțin înalt, între Wagram și Markgrafneusiedl, însă pe un câmp de bătălie atât de puțin accidentat el constituie un bun punct de observație și o poziție defensivă solidă. Russbach formează un fel de șanț inundat la baza platoului. De-a lungul cursului de apă, trei sate au jucat un rol important în cadrul sistemului defensiv austriac: Deutsch-Wagram, Baumersdorf și Markgrafneusiedl, dominat de turnul pătrat al morii. Terenul se preta deci perfect pentru dispunerea a două mari armate, pentru manevre, șarje de cavalerie și utilizarea masivă a artileriei, în particular a redutabilului ricoșeu al ghiulelelor. Din păcate pentru Napoleon, prima sa tentativă de a pune piciorul pe malul stâng al Dunării nu i-a permis să avanseze pe Marchfeld pentru a profita de aceste atuuri. Ele vor fi valorificate în iulie, în timpul bătăliei de la Wagram.

## Desfășurarea bătăliei

### Insula Lobau ca rampă de lansare

Charles Meynier: „Napoleon vizitând răniții de pe insula Lobau”

După bătălia de la Aspern-Essling, rămasă fără consecințe politice sau militare majore, francezii păstrează marea insulă Lobau și o serie de insule minore aflate la vest și la sud de aceasta, insule care sunt redenumite, luând numele unora dintre comandanții armatei franceze. Odată aflat pe insula Lobau, Împăratul dispunea de două soluții pentru a traversa pe malul stâng: fie spre vest, pentru a se dispune între Aspern și Essling, lucru pe care îl făcuse în mai, fie spre est, între Enzersdorf și Mühlleiten. Prima soluție era mai avantajoasă, deoarece permitea desfășurarea pe un fel de peninsulă, cu lărgimea de doi kilometri, care la rândul ei oferea un acces către câmpia Marchfeld, controlată de satele Aspern și Essling. Era deci naturală folosirea acestui cap de pod. Ocuparea celor două sate de către francezi a constituit sângeroasa miză a bătăliei din 21 și 22 mai 1809. Un alt avantaj al traversării Dunării la vest de insula Lobau era reprezentat de faptul că trupele franceze ajungeau pe câmpia Marchfeld mai aproape de pozițiile inamice. În cele șase săptămâni ce despart bătălia de la Aspern-Essling de cea de la Wagram, Napoleon transformă insula Lobau, rebotezată „Insula Napoleon”, într-o vastă bază de operațiuni: cei 20 000 de răniți sunt transferați aici și o garnizoană de 40 000 de soldați și auxiliari este menținută în permanență pentru a apăra insula. Aici sunt construite spitale de campanie, barăci, depozite de hrană, efecte și muniții și sunt instalate baterii de coastă, acoperind tot necesarul încartiruirii unei armate. În cazul în care austriecii ar fi cedat inițiativa, după cum era de așteptat, faptul că francezii controlau insulele minore la vest de insula Lobau le oferea un avantaj strategic important, deoarece nu se putea ști pe unde plănuiesc francezii să traverseze. Eforturile acestora din urmă au fost concentrate de asemenea pe construirea de poduri rezistente, care să nu poată fi distruse ușor, pentru a evita repetarea situației de la Aspern-Essling, când partea armatei franceze care reușise să traverseze ajunsese să fie izolată din cauză că austriecii, profitând de debitul ridicat al Dunării, au izbutit să distrugă podurile. Napoleon a reușit, de asemenea, grație generalului de artilerie Lariboisière, să asambleze un parc de artilerie impresionant, inclusiv artileria de câmp a Gărzii, adusă de colonelul Drouot spre sfârșitul lui iunie.
Pentru a înșela inamicul, Napoleon i-a ordonat generalului de divizie Legrand din Corpul Masséna să traverseze fluviul la Mühlau, prin același loc pe unde armata franceză traversase în mai, și să stabilească acolo un cap de pod, lucru pe care generalul îl reușește, după ce respinge trei batalioane austriece din zonă. La începutul lui iulie, chiar înainte de bătălie, moralul celor două armate este foarte diferit: în timp ce armata austriacă și ofițerii superiori ai acesteia își pierd pe zi ce trece încrederea în propriul comandant și dorința de a lupta, cea franceză are moralul foarte ridicat. În acest sens, sunt reprezentative două episoade ce au avut loc la începutul lunii iulie: în timp ce Masséna, deși suferă un accident destul grav care îl împiedică să mai urce pe cal, refuză să își părăsească postul, generalul austriac Hiller, comandantul Corpului al VI-lea, profund nemulțumit de strategia adoptată, își părăsește postul pe motiv de boală. Pe data de 4 iulie, arhiducele Carol realizează că se pregătește un eveniment important și, spre ora 19, îi scrie fratelui său, arhiducele Ioan de Austria, să își aducă trupele în apropierea armatei principale: „Bătălia de aici de la Marchfeld va determina soarta dinastiei noastre... Vă solicit să mărșăluiți imediat, pentru a vă alătura aripii mele stângi, lăsând în urmă orice bagaje sau alte obiecte ce v-ar putea încetini.” Arhiducele Ioan se afla în apropiere de Pressburg, la nici 40 de kilometri distanță, cu peste 13 000 de oameni.

### Planurile de bătălie

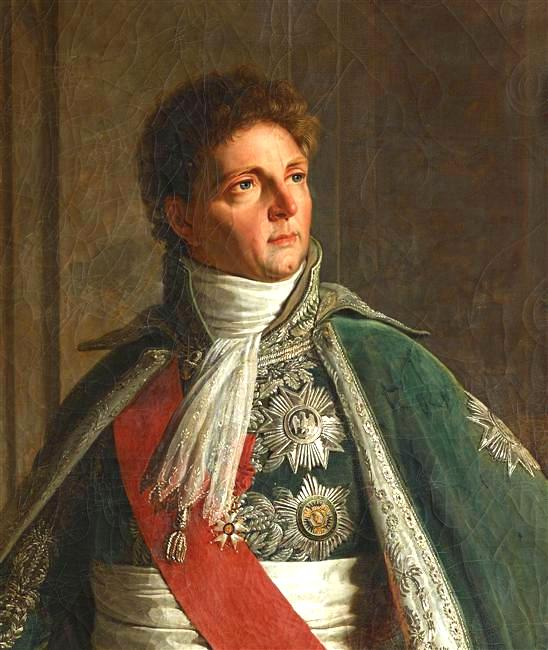
Louis Alexandre Berthier, artizanul complexului plan francez de traversare a Dunării.

De partea franceză, după ce aceștia au construit poduri ranforsate și o flotilă de vase de desant, ei reușesc să captureze și o flotilă dunăreană de zece canoniere, mijloace ce vor fi utilizate pentru traversare. În urma unor diversiuni spre nord și nord-vest, prevăzute pentru 2 și 4 iulie, inamicul ar urma să fie nesigur cu privire la locul traversării, planificată pentru data de 5 iulie, în timpul nopții, în dreptul brațului Stadlau. Atacuri amfibii asupra Hansel-Grund erau prevăzute pentru a pregăti trecerea, care, odată realizată, urma să fie exploatată prin dispunerea armatei pe trei linii de bătălie. Armata urma apoi să întoarcă pozițiile inamicului de-a lungul fluviului și, pivotând pe Gross Enzersdorf, să îl încercuiască și să-l distrugă.
De cealaltă parte, arhiducele Carol era hotărât să ducă un război defensiv, sperând că se va reuși încheierea păcii. În acest scop, el și-a retras trupele pe linia Russbach-Bisamberg, construind un lanț de șaisprezece redute care găzduiau 72 de piese de artilerie, concentrate între Gross Enzersdorf și Aspern. Deși ar fi fost fezabil, arhiducele nu a adus artileria grea din arsenalele din Boemia și Moravia pentru a întări linia defensivă și nici nu a fortificat micile sate din jurul localității Deutsch-Wagram. Planul austriac presupunea întârzierea înaintării franceze de către avangarda lui Nordmann, care urma apoi să se retragă, permițând francezilor să avanseze, pentru ca apoi Carol să trimită forțe puternice pentru a distruge unul din flancurile franceze.

### Operațiunile din ziua de 5 iulie

#### Traversarea Dunării

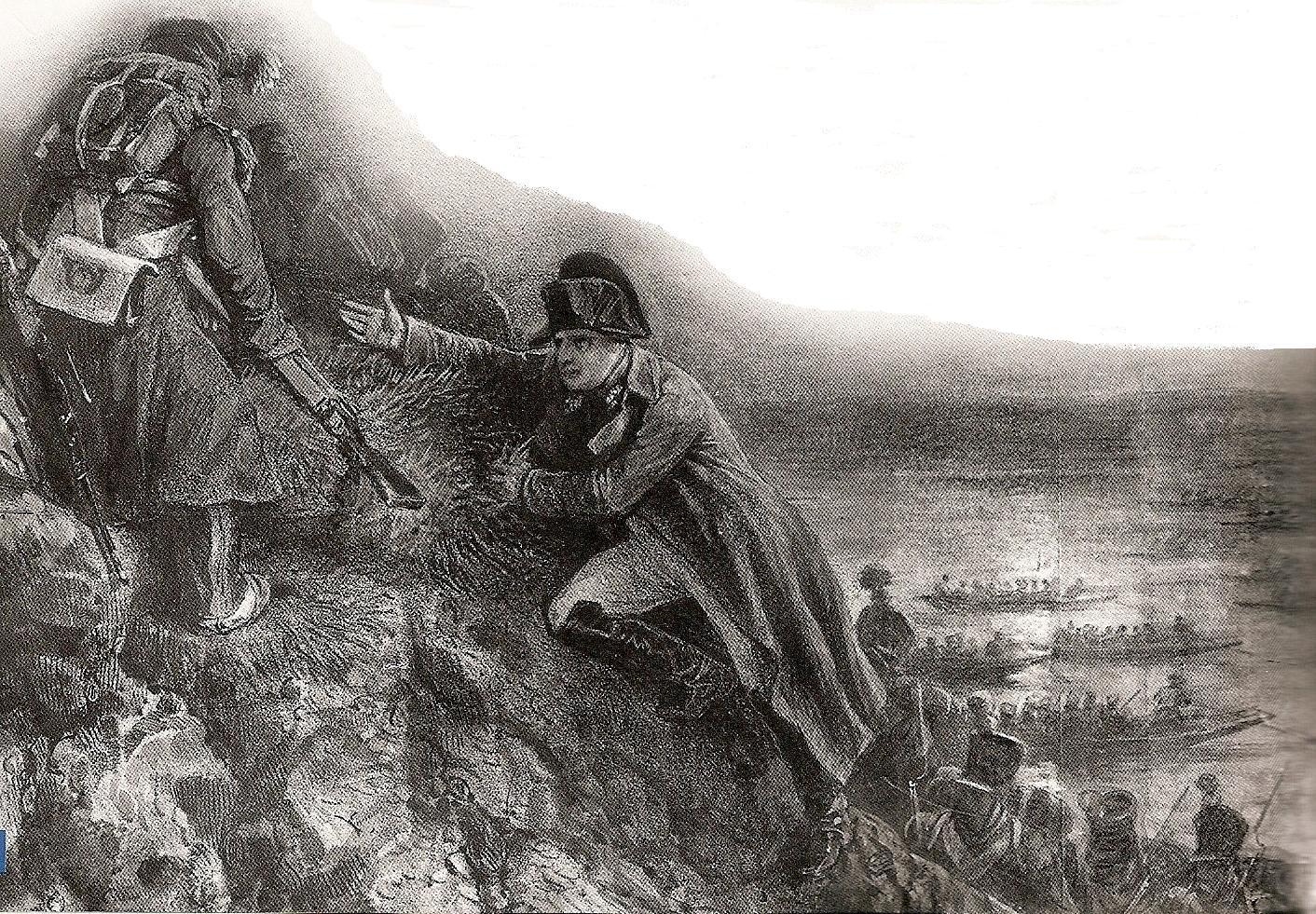
Napoleon debarcă pe insula Lobau pentru a supraveghea operațiunile de traversare a fluviului.

După ce trupele s-au concentrat pe insulă, preparativele pentru traversare au fost finalizate. Spre sfârșitul zilei de 4 iulie 1809, sub acoperirea unei furtuni iminente, Napoleon a emis ordinul de începere a complexelor operațiuni de traversare, minuțios pregătite și coordonate de Șeful Statului Major al armatei, mareșalul Berthier.
La ora 21, căpitanul Baste a pornit în fruntea flotilei sale. Douăzeci de vase transportând cei 1 500 de oameni ai brigăzii Conroux (divizia 1 din Corpul al II-lea) au părăsit podul de la Ebersdorf escortate de opt canoniere și s-au lăsat purtate de curent până la insula Hansel-Grund. Se făcuse deja noapte când flotila s-a apropiat de insulă. La 21:30, austriecii și-au dat seama de prezența francezilor și au deschis focul. Canonierele au replicat, marcând astfel începutul bătăliei. Bateriile franceze de pe insulele aflate pe micul braț al Dunării au deschis și ele focul. Austriecii nu au rămas pe poziții și au abandonat insula Hansel-Grund, lăsând trei piese de artilerie oamenilor lui Conroux. Imediat, trei poduri au fost întinse peste braț pentru a permite trecerea diviziei Tharreau pe malul stâng. Aceasta a ocupat rapid satul Mühlleiten și i-a urmărit pe apărători până la ora 23. Partea dreaptă a capului de pod fusese parțial securizată.
În amonte, colonelul Sainte-Croix, aghiotant al lui Masséna, a îmbarcat 1 500 de oameni pe cinci bacuri, a depășit insula Alexandre și a debarcat pe malul stâng. Fără întârziere, sub o ploaie torențială, pontonierii au pornit la lucru pentru a face posibilă traversarea restului armatei. După cum a fost prevăzut, cu ajutorul curentului, ei au pivotat un pod pregătit dinainte și l-au fixat pe celălalt mal. În cinci minute, un prim punct de trecere fusese asigurat. Divizia Boudet din Corpul al IV-lea, apoi cele ale lui Molitor și Carra Saint-Cyr și-au început marșul. Pentru a crea o diversiune, divizia Legrand a utilizat podul morii și a înaintat către Aspern și Essling. Oamenii săi au trebuit să îndure focul artileriei austriece, Legrand afirmând că pământul tremura sub picioarele sale. Sub focul austriecilor, un al doilea pod de 22 de pontoane a fost terminat pe 5 iulie, la ora 2 dimineața pe insula Alexandre și a permis cavaleriei și artileriei lui Masséna să treacă Dunărea. Într-un timp record, Corpul al IV-lea se afla pe malul stâng. Atunci când Bertrand l-a anunțat pe Împărat că un pod fusese construit și că armata traversa Dunărea fără a întâlni o opoziție puternică, Împăratul a fost atât de surprins încât a pornit către locul de traversare pentru a se convinge de reușita manevrei sale.
Un al treilea pod de 12 vase a fost finalizat la ora 1, făcând posibilă traversarea pentru infanteria din Corpurile al II-lea și al III-lea. După șase ore de muncă, un al patrulea pod de 160 de metri lungime, compus din 14 plute, a permis cavaleriei și artileriei din aceste două Corpuri să treacă la rându-le. Totul s-a derulat după cum prevăzuse Napoleon și totuși acesta considera că sunt încă motive de îngrijorare. Păstrând în minte bătălia de la Aspern-Essling, el nu se va liniști complet decât atunci când întreaga armată va fi trecut pe malul stâng. Judecând că podurile deja construite vor fi insuficiente, el i-a ordonat lui Lariboisière să mai construiască încă trei, însă, din lipsă de materiale, al doilea nu a fost terminat decât la ora 14; or, la acel moment al zilei, aproape toată armata traversase deja Dunărea. Al treilea nu a devenit practicabil decât la ora 21. Această muncă suplimentară poate fi considerată de prisos, dar Napoleon nu dorea să-și asume niciun risc, pentru a evita repetarea evenimentelor de pe 21 și 22 mai.

#### Primele ciocniri

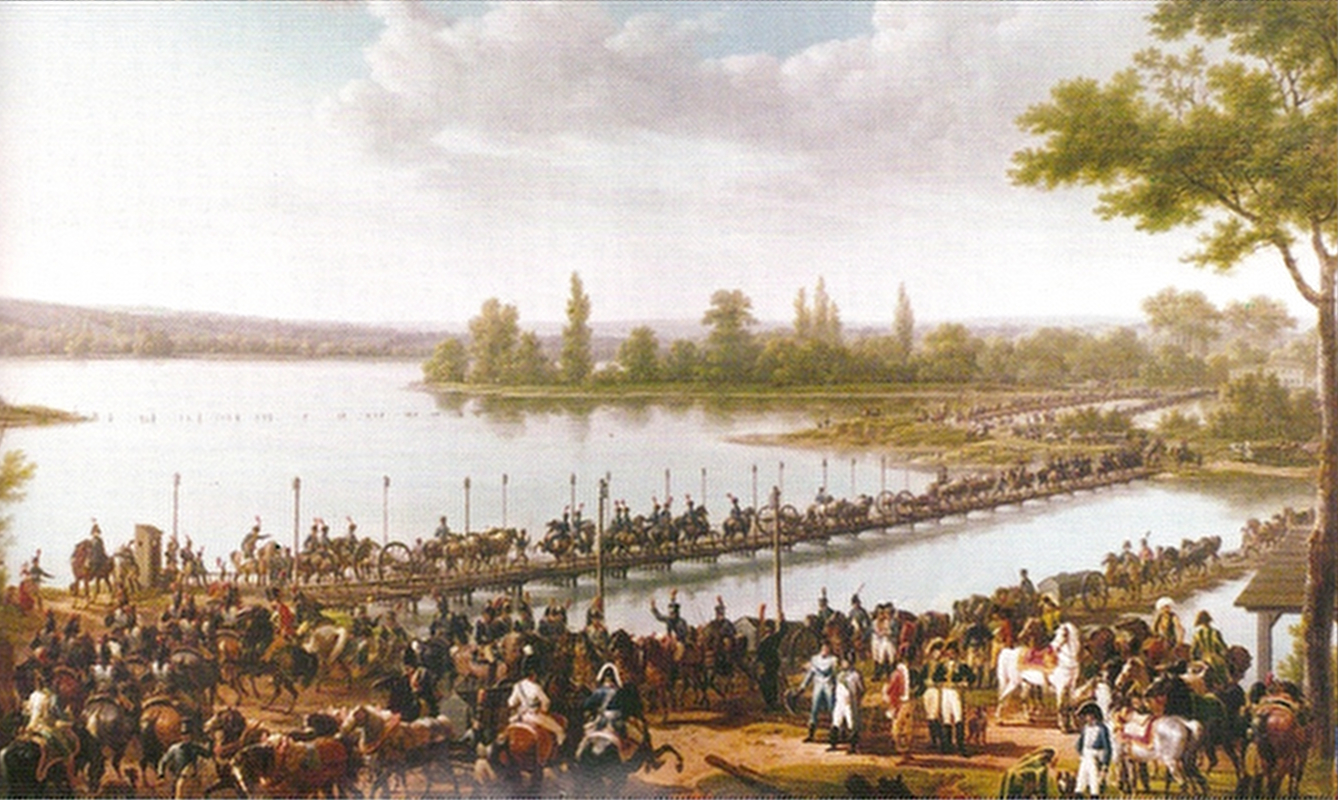
Traversarea Dunării în dimineața zilei de 5 iulie

Operațiunile de traversare au avut loc sub protecția bateriilor de pe insule. Suferind din cauza focului puternic al acestora și pus în fața unui număr din ce în ce mai mare de batalioane franceze, generalul Nordmann, comandantul avangărzii, s-a repliat către nord. Numai castelul Sachsengang și satul Enzersdorf mai rezistau de fiecare parte a capului de pod. La dreapta, după ce a cucerit Mühlleiten, Oudinot și-a transferat diviziile pe malul stâng și s-a îndreptat apoi spre Sachsengang, apărat de două batalioane austriece cu câteva piese de calibru mic. Văzând apropierea francezilor, acestea au deschis focul. După ce a explorat împrejurimile, generalul Tharreau a mutat în față obuzierele, ale căror proiectile, trase de la mică distanță, au anihilat dorința de a rezista a apărătorilor. Comandantul acestora a capitulat în jurul orei 8.
La stânga, oamenii lui Masséna depășiseră deja Enzersdorf, dar satul continua să reziste. Totuși, apărătorii, cele două batalioane din regimentul Bellegarde, se aflau într-o situație disperată, aflându-se sub focul bateriilor de pe insule. După ce a cercetat cu atenție satul, înconjurat de un zid și protejat de redute, Napoleon era convins că acesta putea rezista suficient de mult timp pentru a jena dispunerea lui Masséna și risca să compromită succesul traversării Dunării. Împăratul a concentrat deci un număr maxim de piese grele pe insulele Espagne și Lannes pentru a-l zdrobi. 22 de piese de 18 livre, 14 mortiere și 10 obuziere au aruncat peste o mie de proiectile asupra clădirilor, care au fost înghițite curând de flăcări. Observând situația disperată a apărătorilor, generalul Klenau, comandantul Corpului al VI-lea, a încercat să le vină în ajutor, însă cavaleria lui Marulaz s-a împotrivit și tentativa a eșuat. În fruntea regimentului 46 de linie (divizia Carra Saint-Cyr), Sainte-Croix a capturat satul și a luat 400 de prizonieri. Alături de el, Boudet a ocupat Essling și i-a urmărit pe austrieci, care s-au retras și din Aspern.

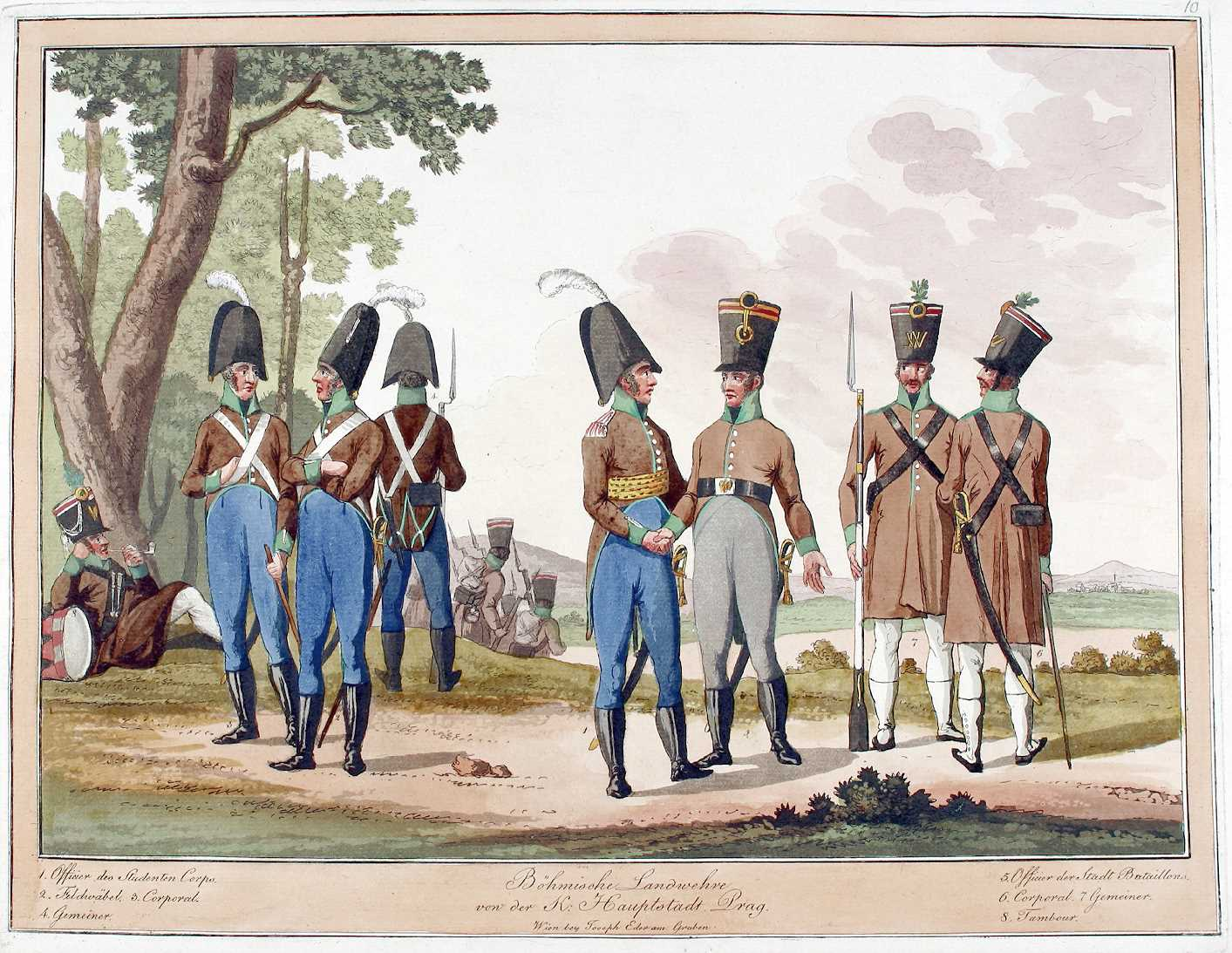
Soldați din armata Imperiului austriac.

La ora 10 dimineața, capul de pod fusese asigurat pe ambele părți și o mare parte a armatei traversase deja Dunărea. Toate tentativele austriecilor de a distruge podurile cu ajutorul copacilor dărâmați sau a barjelor au fost dejucate de flotila franceză. Arhiducele Carol nu a întreprins nici o acțiune pentru a-i sprijini pe Nordmann sau Klenau, cei doi generali ordonând replierea, primul către Russbach, în nord, iar al doilea spre Breitenlee, în vest. Napoleon își putea dispune armata pentru marș în direcția pozițiilor austriece.
Masséna a format aripa stângă, ancorată la Essling și Enzersdorf și divizia de cavalerie a lui Lasalle, din rezerva de cavalerie, i-a fost încredințată pentru a-i susține marșul. El trebuia să formeze pivotul în jurul căruia toată armata avea să se rotească spre stânga. La dreapta Corpului al IV-lea, Oudinot și-a dispus Corpul al II-lea pe trei linii, cu divizia a doua a generalului Frère în față, urmată de cele ale lui Grandjean și Tharreau. Corpul al II-lea alcătuia centrul armatei. Flancul drept îl forma Davout, al cărui flanc era protejat de cavaleria lui Montbrun.
În linia a doua, de la stânga la dreapta, s-au poziționat Corpul al IX-lea al lui Bernadotte, infanteria Gărzii și „Armata din Italia”, pregătite să astupe golurile care se vor forma inevitabil între cele trei Corpuri din prima linie în timpul marșului în evantai spre pozițiile austriece. Întreaga armată a fost formată în coloane pe batalioane și escadroane, artileria înaintând în față, cu piesele regimentelor în intervaluri. Această dispunere a fost destul de anevoioasă, deoarece Corpul al III-lea a trebuit să parcurgă un drum mai lung pentru a se stabili pe poziții. La amiază, armata era așezată pe pozițiile precizate, pregătită pentru a începe faza a doua a acestei zile.

#### Înaintarea franceză

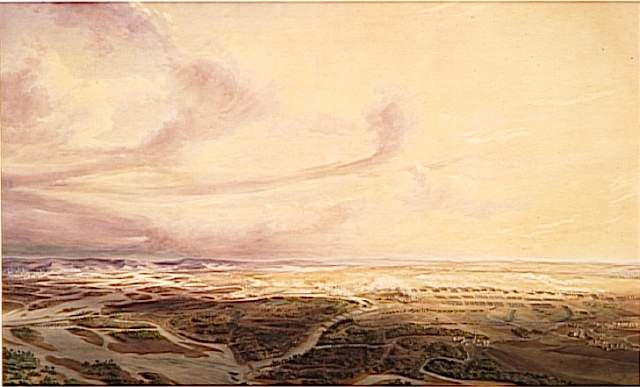
Reprezentare a bătăliei în jurul orei 8 dimineața. La această oră, mare parte din armata franceză era deja desfășurată, având Dunărea și insula Lobau pe stânga.

Pe măsură ce francezii avansau, avangarda austriacă, condusă de Feldmarschalleutnant Nordmann și susținută de Corpul al VI-lea austriac al lui Klenau, în total 25 000 de oameni, se retrăgea ordonat, în mase, pentru a se proteja de cavaleria franceză, suferind însă pierderi grele din cauza focului artileriei franceze. Pe tot parcursul celor două zile de lupte, austriecii vor fi mai tot timpul dispuși în mase, formație care facilita manevrele și oferea protecție împotriva cavaleriei, dar care era foarte vulnerabilă în fața focului de artilerie. Repliată în jurul orei 13 în dreptul localităților Grosshofen și Markgrafneusiedl, avangarda lui Nordmann, ce număra înainte de începerea atacului doar 12 000 de oameni, nu putea spera să mai încetinească inamicul prea mult timp, existând de asemenea temerea că numeroasa cavalerie franceză ar putea să îi întoarcă flancul. Conștient de poziția precară a avangărzii sale, arhiducele Carol ordonase deja unor elemente din cavaleria lui von Liechtenstein să protejeze retragerea avangărzii, acesta din urmă avansând rapid cu cinci regimente spre est, înspre Glinzendorf, însă fără să întreprindă nimic mai apoi. În jurul orei 15, atunci când austriecii au lansat prima tentativă de anvergură pentru a încetini înaintarea inamică, era deja prea târziu, iar francezii, foarte numeroși, au zdrobit rezistența inamicilor prin atacul condus de mareșalul Davout, al cărui puternic Corp de armată, susținut de nu mai puțin de trei divizii de cavalerie atașate, nu a avut nici o problemă în a se poziționa între Glinzendorf și Raasdorf, apropiindu-se astfel de Corpul lui Oudinot.
La stânga lui Oudinot înaintase Corpul franco-saxon al lui Bernadotte, care însă întâmpina o rezistență hotărâtă din partea brigăzii lui Riese, ce primise susținerea trupelor grenzer valaho-ilire și a regimentului Chasteler. Cu toate acestea, regimentul 5 ușor reușește să-i disloce pe austrieci, astfel că Bernadotte este liber să înainteze spre Aderklaa, unde, în jurul orei 15:30, are loc o primă confruntare importantă de cavalerie. Aceasta a opus brigada de cuirasieri austrieci a lui Roussel d'Hurbal cavaleriei saxone din regimentul Prinz Klemens Chevaulegers, atașat Corpului lui Bernadotte. Inițial, austriecii, conduși de generalul de origine franceză d'Hurbal, au respins șarja saxonilor prin procedeul neobișnuit al tragerii unei salve de carabină, dar saxonii au revenit, dispersând cavaleria grea austriacă. Saxonii au fost însă curând nevoiți să se oprească atunci când brigada de cavalerie austriacă a lui Lederer a intervenit pentru a-i acoperi pe oamenii lui d'Hurbal. După această confruntare, prințul de Liechtenstein, conștient că a pierdut pe parcursul zilei un număr prea mare de oameni în mod inutil, a decis să își retragă cea mai mare parte din cavalerie în spatele liniei dintre Wagram și Gerasdorf, lăsând totuși cinci regimente Corpului al IV-lea la Markgrafneusiedl.

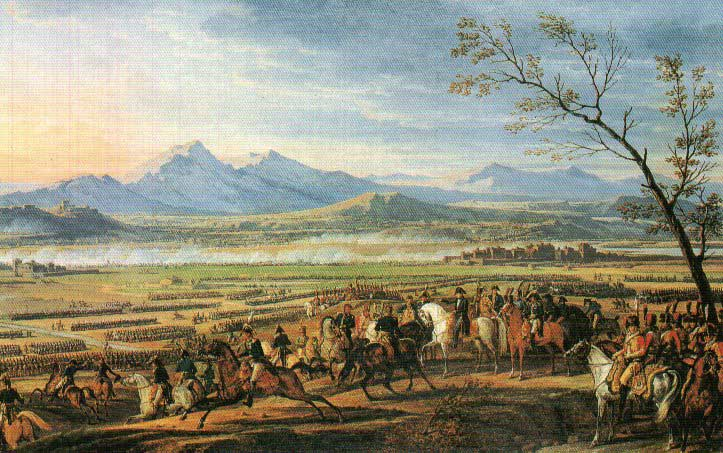
„Bătălia de la Wagram”, tablou de Emil Adam

În acest timp, Nordmann și avangarda austriacă reușeau să se extragă din poziția periculoasă în care se aflaseră, ajungând într-o poziție relativ sigură, în spatele localității Markgrafneusiedl. Această unitate fusese menținută într-o poziție avansată mult prea mult timp și apoi fusese practic sacrificată, pierzând circa jumătate din efective, în principal pentru a permite retragerea în siguranță a Corpului lui Klenau, în timp ce rezerva de grenadieri și cea de cavalerie austriacă nu au intervenit pentru a susține această operațiune. Redusă la doar 6 000 de oameni, avangarda va fi integrată în ziua următoare în Corpul al IV-lea austriac al lui Rosenberg. Austriecii erau acum desfășurați pe un arc de cerc lung de 19 kilometri după cum urmează: aripa stângă (de la dreapta la stânga, Corpurile I, al II-lea și al IV-lea), în spatele liniei Russbach, între Wagram și Markgrafneusiedl; centrul și dreapta erau formate din Corpul al III-lea și, respectiv Corpul al VI-lea al lui Klenau, cu rezervele de cavalerie și de grenadieri în eșalon secund.
De cealaltă parte, în jurul orei 18, armata franceză era complet desfășurată și pregătită să ia cu asalt linia defensivă Russbach: Corpul lui Masséna acoperea o zonă întinsă între Dunăre și Süssenbrunn; divizia Dupas din Corpul lui Bernadotte era la Aderklaa, iar Oudinot și Davout continuau dispozitivul spre dreapta, ajungând dincolo de Glinzendorf. Restul trupelor franco-aliate, inclusiv Garda Imperială și rezerva de cavalerie a lui Bessières, erau în rezervă, în timp ce Corpul lui Marmont și divizia a II-a bavareză a lui de Wrede se aflau încă la o distanță apreciabilă față de câmpul de bătălie. Napoleon ocupa poziția centrală și avea o linie mult mai scurtă, dar exista un oarecare risc să fie încercuit.

#### Atacul asupra liniei Russbach

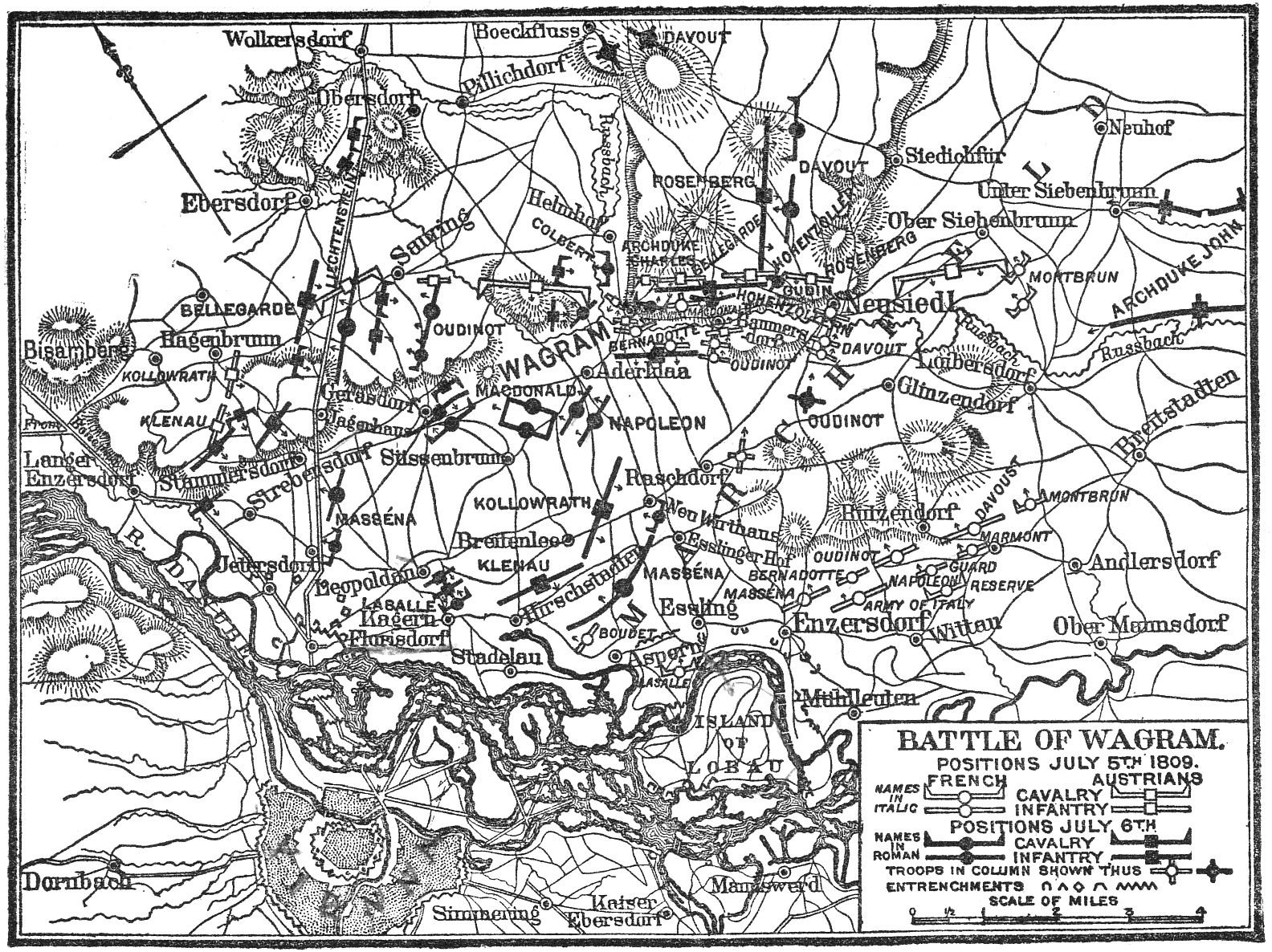
Acest plan detaliat al bătăliei ilustrează operațiunile de la nord de Viena, pe 5 și 6 iulie 1809.

Nemulțumit probabil de rezultatele primelor ciocniri și temându-se că austriecii se vor retrage, Napoleon decide, în ciuda oboselii trupelor sale, să continue ofensiva prin luarea cu asalt a liniei de redute Russbach, în zona centrală de la Wagram. Cu toate acestea, Împăratul francezilor nu a trasat obiective clare și a încredințat atacul trupelor celor mai slabe și mai obosite, adică Corpului al II-lea al lui Oudinot și Corpului al IX-lea al lui Bernadotte. După un prim bombardament de circa o jumătate de oră, între 19:00 și 19:30, Oudinot a lansat atacul împotriva Corpului al II-lea austriac al lui Hohenzollern-Hechingen, care era însă pregătit să îi primească: soldații austrieci erau desfășurați pe două linii, în spatele unui puternic ecran de tiraliori și ocupau o poziție defensivă unde se executaseră lucrări de terasament și fortificații. Nu mai puțin de 68 de piese de artilerie îi susțineau pe oamenii lui Hohenzollern; cu toate acestea, francezii au reușit să treacă râul Russbach, având ca vârf de lance divizia Frère, care ajunge la cătunul Baumersdorf. Această localitate, care la vremea respectivă nu cuprindea mai mult de 30 de case de lemn și un pod, a luat curând foc din cauza tirului de artilerie. Totuși, apărătorii din brigada Ignaz Hardegg au luptat cu determinare pentru menținerea poziției. Împotriva lor, Oudinot lansase faimosul regiment 57 de linie („Teribilul”) și regimentul 10 ușor. Inițial, francezii din regimentul 57 de linie au avansat cu dârzenie până în cătun, dar apoi au fost opriți; în același timp, regimentul 10 ușor, care manevrase paralel cu râul și îl traversase în aval, încerca să urce platoul, moment în care o puternică canonadă a fost dezlănțuită asupra lor; mai apoi, însuși prințul Hohenzollern a condus o șarjă de cavalerie, împreună cu cei 500 de călăreți din regimentul Vincent Chevaulegers. Izolați, soldații din regimentul francez 10 ușor au intrat în panică și au rupt-o la fugă, antrenând în fuga lor și regimentul 57 de linie. Cele două regimente s-au reformat apoi în ordine atunci când au întâlnit coloanele calme ale Gărzii. Era ora 20, începuse să se înnopteze și Oudinot fusese respins cu pierderi semnificative.

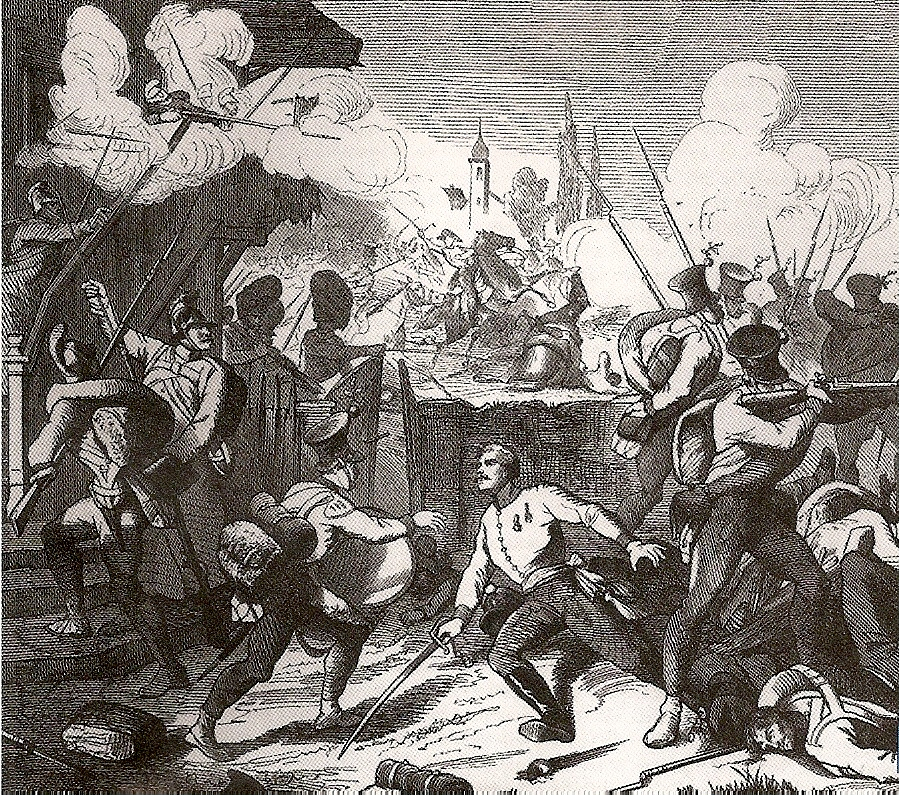
Scenă a bătăliei: trupe austriece luptând pentru a menține o poziție

Cam în aceste momente, la vest, oamenii lui Bernadotte, mai exact divizia mixtă franco-saxonă condusă de generalul Dupas, a avut șansa de a pătrunde exact între spațiul dintre Corpurile austriece I și al II-lea, putând avansa și ataca divizia austriacă a lui Dedovich la Wagram, dinspre est. Suferind pierderi grele, mica divizie franceză nu avea însă șanse prea mari de reușită; dar a fost curând susținută de divizia Lamarque, condusă personal de comandantul Corpului, generalul MacDonald, și de alte elemente ale „Armatei din Italia” (diviziile Séras și Durutte, cât și cavaleria lui Sahuc), care au ocupat platoul din jurul localității. Rezultatul imediat a fost că artileriștii austrieci și-au abandonat piesele iar regimentele de infanterie austriacă 35 și 47 s-au retras în dezordine. În aceste momente, General der Kavallerie Bellegarde, comandantul Corpului I austriac, a intervenit pentru a restabili ordinea și a reușit să manevreze astfel încât să nu expună flancul inamicului. Această manevră, cât și fumul des produs de focul de artilerie, au contribuit la încetinirea ofensivei franceze. În această situație confuză, francezii conduși de MacDonald, aflat în mijlocul trupelor cu sabia în mână, au confundat uniformele albe ale aliaților lor saxoni din divizia Dupas cu uniformele albe ale austriecilor și au deschis focul, făcând trupele saxone obosite să se retragă precipitat. Un al doilea atac, condus de divizia Séras, a fost respins prin intervenția personală a arhiducelui Carol, care a restabilit ordinea și a lansat regimentul 42 Erbach la atac. În plus, Hohenzollern, împreună cu regimentul Vincent Chevaulegers și husarii Hessen-Homburg, au intervenit în forță, dând peste cap toate trupele franceze din acest sector și împingându-le pe pozițiile lor inițiale, dincolo de linia Russbach, dincolo de care austriecii nu au continuat urmărirea. În opinia lui MacDonald, dacă austriecii ar fi continuat înaintarea, diviziile franceze, demoralizate și slăbite, ar fi fost complet distruse. Un al doilea atac, întârziat, asupra localității Wagram, de data aceasta dat dinspre vest de divizia a II-a a Corpului al IX-lea francez al lui Bernadotte, a eșuat la rândul său în jurul orei 21:30, saxonii fiind din nou luați drept trupe inamice. Complet demoralizați, saxonii din Corpul al IX-lea francez s-au retras într-o dezordine de nedescris, între 22:30 și 23:00, toate încercările comandantului de a-i ralia eșuând.
În fine, un ultim atac a fost dat începând cu ora 21 de Corpul al III-lea francez al lui Davout împotriva excelentei poziții defensive de la Markgrafneusiedl, acoperite de Corpul al IV-lea austriac al lui Rosenberg. Francezii din Corpul al III-lea erau obosiți după multe ore de marș, în timp ce austriecii erau odihniți și beneficiau de o poziție defensivă extrem de favorabilă, întărită printr-o serie de redute. În plus, atacul lui Davout a fost demarat cu întârziere și precedat de un bombardament prea scurt, care nu a provocat prea multe pagube. În timp ce diviziile Gudin și Puthod atacau frontal, celelalte două divizii, Morand și Friant, traversau linia Russbach în josul râului, francezii atacând în același timp Markgrafneusiedl, Baumersdorf și Wagram. Realizând inutilitatea acestor atacuri, Davout a decis din proprie inițiativă să se replieze în ordine în jurul orei 22, ceea ce îi va atrage critici nemeritate din partea lui Napoleon.
În jurul orei 23, întregul sector era liniștit și, chiar dacă a susținut pierderi semnificative, mai ales în rândurile „Armatei din Italia”, Napoleon știa că a reușit să fixeze armata austriacă. Ambii comandanți intuiau că ziua ce urma să vină avea să fie decisivă. Noaptea dintre 5 și 6 iulie a fost extrem de friguroasă, iar soldații celor două armate au aprins focuri pentru a se încălzi în timp ce își consumau modestele rații.

### Operațiunile din ziua de 6 iulie

#### Planurile celor doi comandanți

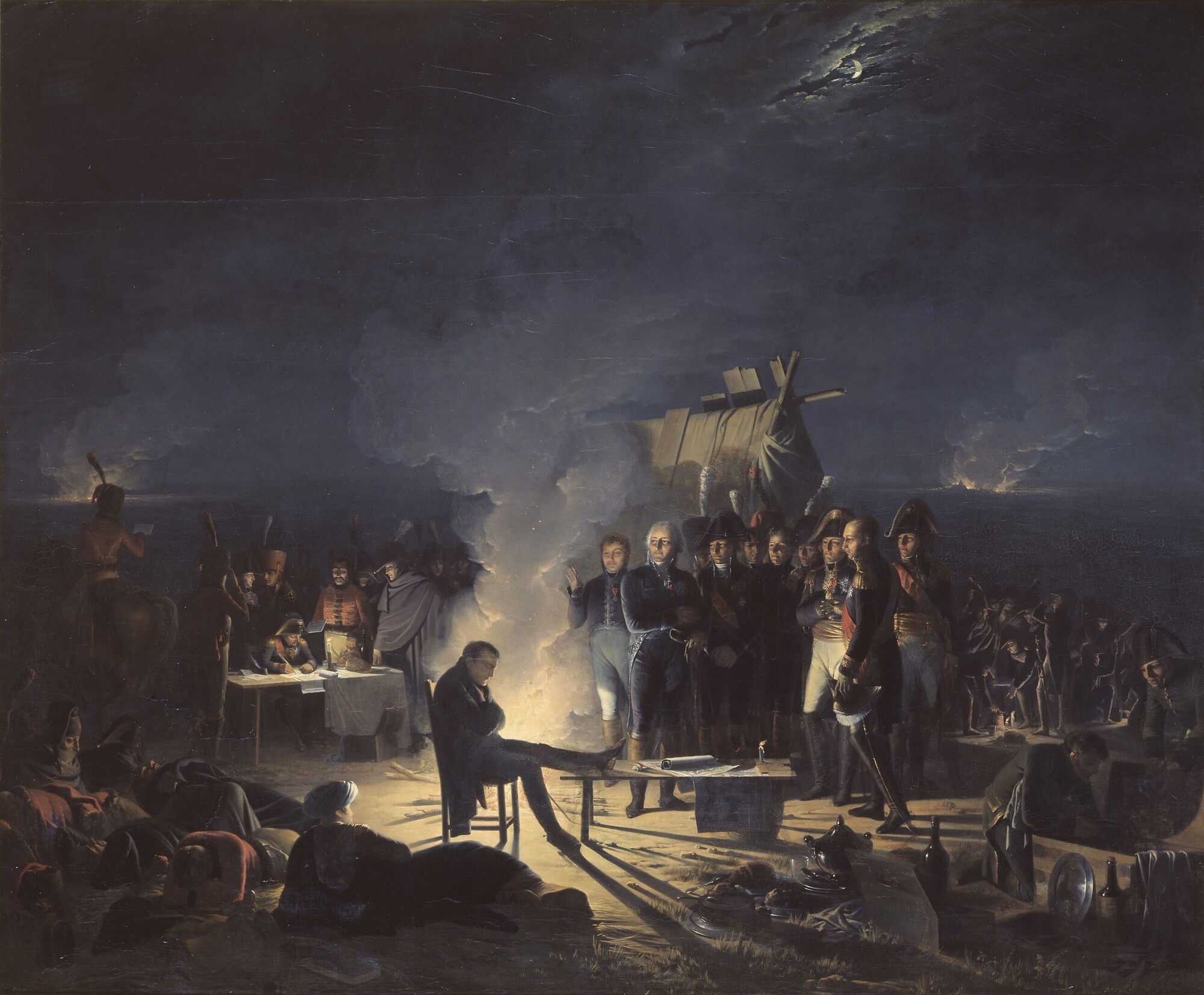
„Bivouac de Napoléon sur le champ de bataille de Wagram”. În seara de 5 iulie, Împăratul își formulează planul de acțiune pentru ziua decisivă ce avea să urmeze.

În acest timp, cei doi comandanți își trasau planurile de bătălie pentru ziua decisivă ce urma. Napoleon era lângă Raasdorf împreună cu comandanții săi de Corp (Bernadotte era singurul absent, aflându-se lângă Aderklaa, în încercarea de a-și reorganiza trupele) și trasa un plan de bătălie care prevedea reluarea ofensivei încă din zori. Astfel, planul Împăratului se baza pe atacuri date de Corpul al IX-lea (Bernadotte) și al II-lea (Oudinot), care urmau să fixeze trupele austriece în centru, în jurul satului Wagram, în timp ce atacul principal urma să fie dat împotriva aripii stângi austriece de puternicul Corp al III-lea al mareșalului Davout. În acest scop, Davout, „Mareșalul de Fier”, a rămas alături de Împărat mult după ce ceilalți șefi de Corp plecaseră,  cei doi discutând îndelung despre misiunea dificilă și complexă pe care urma să o aibă Corpul al III-lea. Napoleon observase că poziția esențială care trebuia cucerită era localitatea fortificată Markgrafneusiedl, care domină întreg platoul și care era ușor de observat datorită marelui turn din centrul său. Odată ce Davout ar fi reușit să cucerească Markgrafneusiedl, francezii puteau considera că au sub control întregul platou aflat în spatele râului Russbach, întorcând flancul austriac și tăind orice posibilitate de comunicare între armata lui Carol și posibilele întăriri pe care le-ar fi putut aduce Ioan de Austria. Tocmai pentru a susține acest atac principal și a se menține în linie cu Davout, au fost concepute atacurile lui Oudinot și ale „Armatei din Italia”, conduse de Eugène. Împăratul era conștient de faptul că era probabil ca Ioan de Austria cu cei 13 000 de soldați ai „Armatei Austriei Interioare” să sosească pe câmpul de bătălie și, de aceea, i-a ordonat lui Masséna să își aducă Corpul al IV-lea de armată mai aproape de centru, adică de Aderklaa, lăsând doar divizia Boudet în urmă, lângă Aspern, pentru a apăra podurile și liniile de comunicație cu insula Lobau. Această repoziționare de trupe era menită să scurteze linia franceză și astfel să o întărească. De asemenea, în timpul nopții, francezii au primit întăriri: Corpul al XI-lea de veterani francezi condus de Marmont, două divizii ale „Armatei din Italia”, (Broussier și Pactod), cât și divizia bavareză a lui de Wrede, deși aceste trupe mai aveau de parcurs o distanță semnificativă înainte de a putea să se alăture cu efective complete dispozitivului general al armatei. Aceste unități nu urmau deci să fie disponibile înainte de mijlocul zilei de 6 iulie.

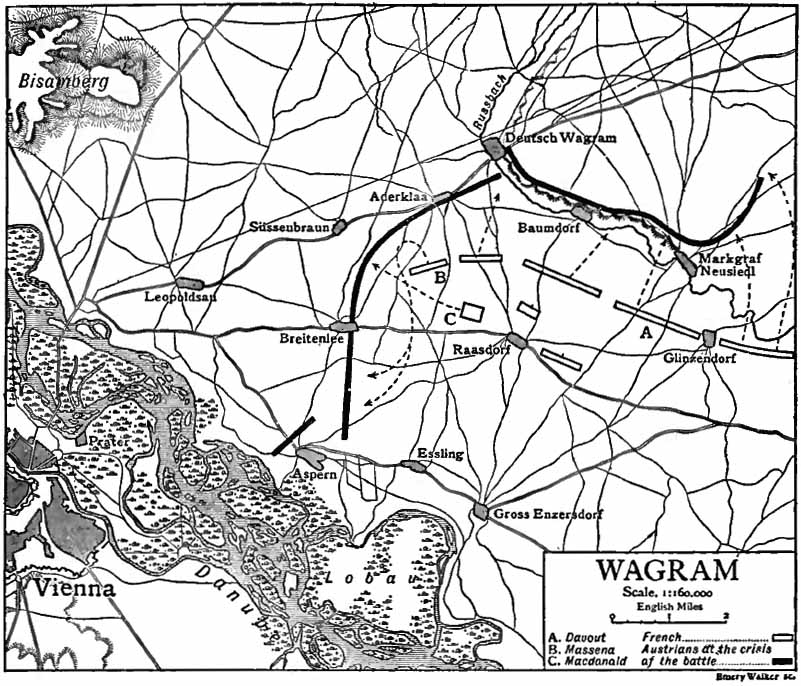
Un plan al bătăliei ce ilustrează pozițiile relative ale celor două armate în noaptea dintre 5 și 6 iulie, cât și operațiunile franceze de pe data de 6.

De partea cealaltă, arhiducele Carol de Austria, obosit și rănit ușor, tocmai întors la cartierul său general de la Wagram, putea să facă un bilanț mai degrabă pozitiv: deși francezii reușiseră să se desfășoare neașteptat de repede pe câmpia Marchfeld, totuși planul său fusese întotdeauna să înfrunte inamicul aici. Cu excepția avangărzii lui Nordmann, armata sa nu suferise pierderi semnificative și, în plus, luptase foarte bine. Carol era însă conștient și convins de faptul că Napoleon urma să atace în ziua următoare și, având în vedere că terenul nu oferea foarte multe obstacole naturale, superioritatea numerică a infanteriei și mai ales a cavaleriei inamice și-ar fi spus cuvântul. Arhiducele decide deci să ia inițiativa și să dea un atac general în jurul orei 4 dimineața, profitând de faptul că linia sa era mult mai întinsă decât a lui Napoleon (18 kilometri față de doar 10) și plănuind să ia astfel armata franceză în dublă învăluire. Atacurile principale urmau să aibă loc pe ambele flancuri, Corpurile al VI-lea (Klenau) și al III-lea (Kollowrat), urmând să avanseze aliniate împotriva stângii franceze; Corpul al IV-lea (Rosenberg), apoi Corpul I (Bellegarde), urmau să atace dreapta franceză, în timp ce rezerva de grenadieri și cea de cavalerie urmau să susțină centrul. Ofensiva era probabil singura opțiune viabilă, dar planul lui Carol se dovedea greu de dus la îndeplinire prin faptul că era foarte dificil pentru statul major austriac să coordoneze atacuri pe un front atât de întins. Deși anumiți autori aderă la această versiune, faptul că Șeful de Stat Major Wimpffen și Primul Adjutant Grünne i-ar fi impus acest plan de bătălie unui arhiduce Carol aflat în plină criză de epilepsie, rămâne totuși doar o legendă. Arhiducele nu a prevăzut nici o rezervă de luptă, lăsând Corpul al V-lea în afara acțiunii din ziua de 6, ca o rezervă strategică pentru acoperirea unei eventuale retrageri. Carol se baza de asemenea pe întăririle aduse de fratele său, arhiducele Ioan, „Armata Austriei Interioare” urmând să fie un element-cheie în atacarea aripii drepte franceze. Planul a mai fost viciat și de faptul că ordinele au parvenit anumitor șefi de Corp nu la ora 1 dimineața, cum ar fi fost necesar, ci spre ora 3, fapt ce va întârzia în mod fatal operațiunile Corpurilor al III-lea și al VI-lea și pe cele ale rezervei de grenadieri.

#### Rosenberg împotriva lui Davout
Fără a fi conștienți de întârzierile semnificative înregistrate de celelalte Corpuri, Corpurile austriece de armată I și al IV-lea și-au început înaintarea la timp, în vederea atacării liniei franceze. Primul care a intrat în contact cu inamicul a fost Corpul al IV-lea al lui Rosenberg, care și-a început înaintarea în jurul orei 4, grupat pe trei coloane. Prima coloană, brigada Hessen-Homburg (6 batalioane) a înaintat spre Grosshofen. A doua coloană, numărând 16 batalioane (dintre care 4 batalioane Landwehr), se îndrepta spre Glinzendorf. Aceste coloane de infanterie erau precedate de o avangardă de 10 batalioane, condusă de Feldmarschalleutenant Radetzky, susținută de 10 escadroane de husari. În fine, a treia coloană se afla la stânga infanteriei și era formată din nu mai puțin de 30 de escadroane de cavalerie sub comanda Feldmarschalleutenant Nostitz, îndreptându-se spre Leopolsdorf. Austriecii înaintau oarecum în dezordine și cu foarte multă gălăgie, în ciuda directivelor clare care cereau liniște deplină pentru ca ordinele să poată fi auzite. Pregătirile lor au scăpat practic neobservate, colonelul Lejeune, unul dintre aghiotanții Șefului de Stat Major Francez, Mareșalul Berthier, trimis în recunoaștere, având oarecare dificultăți în a trece de pichetele austriece pentru a culege informații.
Cu toate acestea, francezii lui Davout se pregăteau la rândul lor de atac, cu puternica divizie Friant pe stânga, susținută în eșalon secund de cea a lui Morand, în timp ce Puthod avea un regiment la Grosshofen, iar Gudin era cu divizia sa la Glinzendorf. Cavaleria franceză, 19 escadroane sub comanda lui Montbrun și 21 de escadroane sub comanda lui Grouchy, se afla pe dreapta. Prima ciocnire a avut loc în jurul orei 5 la Grosshofen, unde avangarda austriacă a lui Radetzky reușește să pătrundă, după ce dăduse peste cap avanposturile franceze, doar pentru ca Puthod, atacând frontal și Gudin atacând din flanc să oblige forțele austriece la o repliere rapidă. Urmărit oarecum cu precauție de inamic, Radetzky a acoperit retragerea, dispunând brigada Provenchères într-o linie puternică de tiraliori, în spatele căreia restul infanteriei era dispus în mase, susținut de cavalerie și artilerie. În jurul orei 6, austriecii se întorseseră de unde au plecat, cu prețul pierderii a 1 100 de oameni și scăderii moralului trupelor.

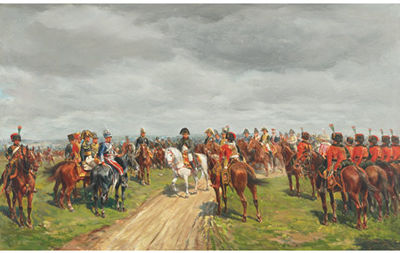
Napoleon la Wagram. În dreapta se pot observa vânători călare din Garda Imperială, probabil din „escadronul de serviciu”, însărcinat cu escorta Împăratului.

Auzind bubuitul tunurilor de pe flancul său drept, Împăratul Napoleon și-a întrerupt imediat micul dejun și s-a îndreptat în grabă spre cartierul general al lui Davout, temându-se că Arhiducele Ioan de Austria a ajuns pe câmpul de bătălie cu „Armata Austriei Interioare”. În urma Împăratului, s-au pus în mișcare la ordinul său întreaga Gardă Imperială și diviziile grele Nansouty și Arrighi din Rezerva de Cavalerie. Atunci când Împăratul a ajuns în acest sector al câmpului de bătălie, a putut însă să constate cu satisfacție că austriecii se retrăgeau și că Arhiducele Ioan nu era în apropiere. Ca atare, Napoleon i-a reconfirmat lui Davout faptul că dorea ca acesta să ia cu asalt platoul și Markgrafneusiedl, dar, în loc să dea un mare atac frontal, după cum îi ordonase inițial, Mareșalului i se ordonă să trimită două divizii într-un asalt frontal în timp ce celelalte două, împreună cu cavaleria ar fi trebuit să traverseze râul Russbach în aval și să ia cu asalt panta lină a platoului, lovind astfel flancul inamic. Punerea în practică a acestor noi ordine de atac necesita reorganizarea trupelor și construirea unui pod pentru artilerie peste Russbach, fapt ce întârzie atacul francez cu circa două ore. Între timp, Napoleon se îndreptase spre cartierul său general, ordonând Gărzii și diviziei grele a lui Nansouty să facă stânga-împrejur, dar lăsându-i lui Davout ca întăriri divizia de cuirasieri a lui Arrighi și o baterie de tunuri grele de 12 livre. Pe drumul său de întoarcere, Napoleon se oprește să se consulte cu generalul Oudinot, moment în care un obuz austriac explodează în apropierea Împăratului. Îngrozit, Oudinot exclamă: „Sire, se trage asupra statului major general!”, la care Împăratul răspunde calm: „Ei, în război, orice accident este posibil.” și apoi se îndreptă, în uralele trupelor, către micul dejun întrerupt de canonada de pe flancul drept.

#### Aderklaa

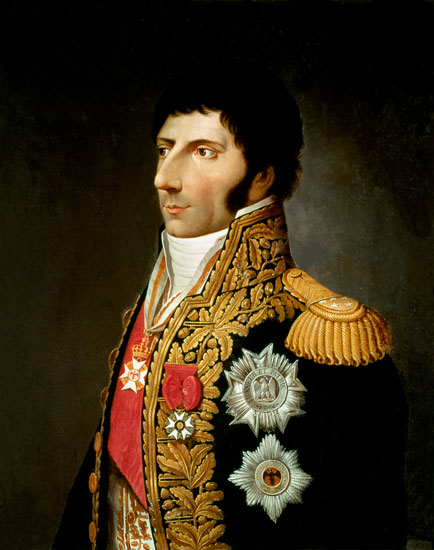
Jean-Baptiste Bernadotte, Mareșal al Imperiului, Prinț de Ponte-Corvo.

În timp ce Rosenberg era împins înapoi, spre dreapta, Corpul I al lui Bellegarde înaintase la rându-i, conform ordinelor primite, iar comandantul austriac putuse constata cu stupefacție că poziția strategică de la Aderklaa era neapărată. Satul reprezenta o poziție defensivă solidă, fiind protejat de un dig, și prezenta importanță strategică atât pentru francezi cât și pentru austrieci. Cu toate acestea, în timpul nopții, mareșalul Bernadotte luase inițiativa iresponsabilă de a abandona poziția, fără a cere permisiune și fără măcar a-și anunța mișcarea, invocând motivul că flancurile sale ar fi fost prea expuse. Infanteria saxonă a lui Bernadotte, care nu cuprindea mai mult de 6 000 de oameni, fusese retrasă la aproape 1 km sud-est de sat, cavaleria fiind dispusă pe stânga. Între timp, Bellegarde și-a dispus forțele între Wagram și Aderklaa, iar, în dreapta sa, cele două divizii de grenadieri aveau suficient spațiu pentru a se desfășura, odată ce ar fi ajuns în linie cu Bellegarde. În plus, toată cavaleria lui Liechtenstein, mai puțin un regiment, s-a poziționat în linia a doua, între Süssenbrunn și Wagram. Dându-și seama de înaintarea inamicului, Bernadotte și-a dispus artileria saxonă în fața infanteriei într-o baterie de 26 de piese aranjate pe o singură linie, care a început să bombardeze Aderklaa pentru a împiedica desfășurarea austriecilor. Cu toate acestea, artileria austriacă din apropiere de Wagram a dezlănțuit un redutabil foc de contrabaterie și în următoarele 3 ore nu mai puțin de 15 piese saxone au fost scoase din luptă.

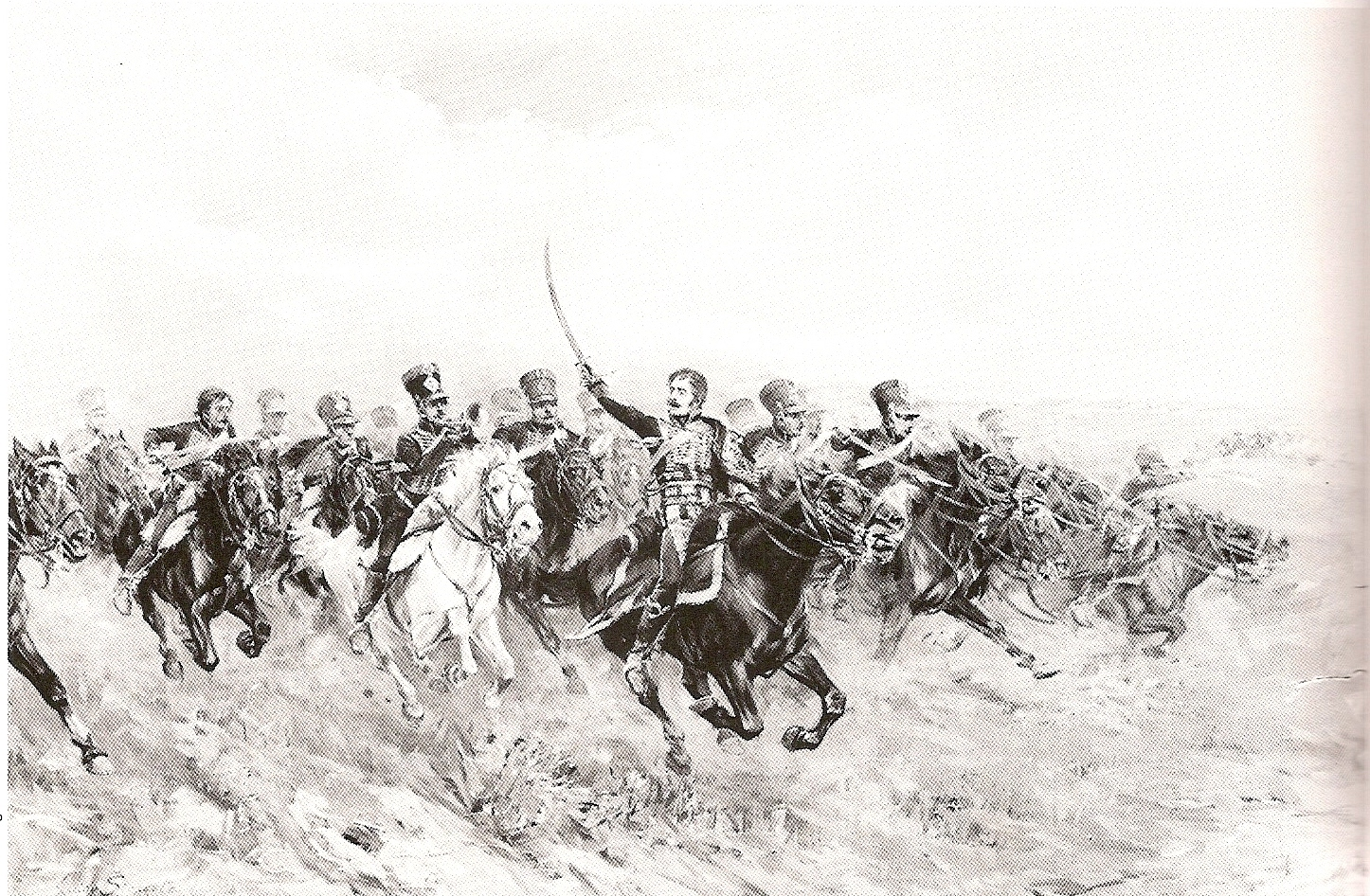
Generalul Lasalle șarjează în fruntea oamenilor săi pentru a acoperi retragerea infanteriei.

În același timp, aplicând ordinele primite în timpul nopții, Masséna începuse să se apropie de Aderklaa cu trei dintre diviziile sale, aceea a lui Boudet rămânând la Aspern. În jurul orei 7:30, dându-și seama de pericolul iminent creat de înaintarea austriecilor, Împăratul Napoleon I îl găsește pe Masséna și urcă în trăsura acestuia pentru consultări, ordonându-i într-un final să recaptureze rapid Aderklaa. Cu toate acestea, mișcarea trupelor lui Masséna a fost îngreunată de sosirea primelor batalioane de grenadieri din divizia d’Aspre, astfel că marșul diviziei Legrand a fost întârziat iar Molitor a fost primul care a făcut joncțiunea cu saxonii lui Bernadotte. Dându-și seama de miza acțiunilor sale, Masséna i-a ordonat lui Carra Saint-Cyr să recucerească satul. În momentul în care generalul a ezitat să atace, căutând punctul slab al localității puternic apărate, André Masséna i-a ordonat să înceapă imediat asaltul. Ofensiva diviziei Carra St-Cyr a fost condusă de regimentele 24 ușor și 4 de linie, urmate de excelenta brigadă de gardă hesiană. La est, rămășițele trupelor saxone ale lui Bernadotte împreună cu rămășițele diviziei Dupas, din același Corp, au înaintat la rându-le în linie cu trupele lui Masséna, pentru a ataca între Aderklaa și Wagram. Două batalioane austriece s-au dispersat și au provocat dezordine în prima linie austriacă, fiind urmărite de regimentele franceze 24 ușor și 4 de linie, care au pătruns cu impetuozitate în Aderklaa și au avansat până dincolo de localitate. Aici, însă, oamenii lui St-Cyr au întâlnit a doua linie a lui Bellegarde, solid formată în mase, francezii fiind nevoiți să se retragă precipitat în interiorul localității. Împreună cu brigada hesiană, oamenii lui St-Cyr au încercat să reziste pe poziții, în ciuda faptului că dreapta lor era acum descoperită, după ce francezii și saxonii lui Bernadotte fuseseră opriți. Cu toate acestea, Bellegarde nu a profitat de fragilitatea poziției franceze și nu a ordonat imediat un contraatac general.
De la postul său de observație de lângă Baumersdorf, Carol supraveghease desfășurarea evenimentelor. Ca și în ajun, în timpul atacului „Armatei din Italia”, el a intervenit personal pentru a-i opri pe fugari, ordonându-i apoi lui Bellegarde să recaptureze Aderklaa fără întârziere. În acest sector al câmpului de bătălie, austriecii aveau o superioritate numerică semnificativă: circa 44 000 contra 35 000 de francezi și saxoni. Susținute de 3 batalioane de grenadieri (Scovaud, Jambline, Brzeczinski), două batalioane din regimentul 42 Erbach (Corpul I austriac) au atacat regimentele lui Carra Saint-Cyr, alungându-le din sat, iar regimentul Klenau Chevaulegers și rezerva de cavalerie a lui Liechtenstein au șarjat linia bateriei saxone. La început în retragere ordonată, saxonii și francezii au sfârșit prin a o rupe la fugă în fața cavaleriei austriece, dezastrul fiind evitat doar atunci când Masséna a ordonat o șarjă salutară a cavaleriei ușoare a lui Lasalle și Marulaz. Cavaleria franceză a șarjat piesele de artilerie pe care austriecii se pregăteau să le instaleze în fața localității Aderklaa, punând tunarii pe fugă, înainte de a fi respinși de cavaleria grea austriacă.

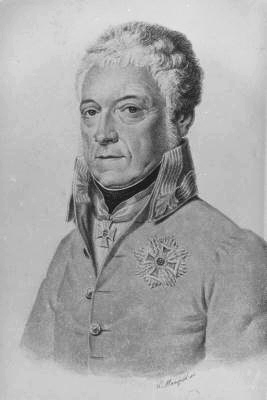
Heinrich von Bellegarde, comandantul Corpului I austriac, a reușit să amenințe grav centrul dispozitivului francez.

În tot acest timp, saxonii, cât și francezii din divizia Carra St-Cyr s-au retras într-o dezordine totală, împiedicând manevrele diviziei Molitor, care tocmai se pregătea să dea un nou asalt asupra satului Aderklaa. Pentru a degaja câmpul de bătălie în vederea asaltului lui Molitor, Masséna a ordonat ca oamenii acestuia să deschidă focul asupra saxonilor, pentru a-i dispersa. Apoi, Molitor a trimis înainte brigada Leguay, întărită cu două batalioane din regimentul 67 linie, cu scopul de a pune stăpânire din nou asupra satului. Cele patru batalioane care mai rămăseseră din brigada Viviez au fost însărcinate cu sprijinirea atacului. Văzând cele două brigăzi izolate, fără protecție pe flanc, Liechtenstein și-a trimis cavaleria împotriva lor. Dispuși în careuri, oamenii lui Molitor au suferit pierderi grele, dar au respins asaltul escadroanelor austriece și, în jurul orei 9:45, francezii aveau din nou controlul asupra mult-disputatului sat Aderklaa, însă cu prețul unor pierderi uriașe, unele surse afirmând că francezii ar fi pierdut o treime din efective și că Molitor ar fi rămas doar cu circa 3 000 de oameni. Austriecii, în schimb, dispuneau de rezerve importante în acest sector și câteva batalioane proaspete de grenadieri austrieci au reușit să respingă trupele lui Masséna în afara localității, în jurul orei 11:45, în timp ce restul Corpului I al lui Bellegarde se aliniase încă din jurul orei 10 între Wagram și Aderklaa iar rezerva de grenadieri, în formație de tiraliori, extindea linia austriacă până în apropiere de Sussenbrünn. Văzând că și oamenii lui Molitor au fost respinși, mareșalul Masséna i-a ordonat generalului Legrand să își dispună divizia pentru a acoperi retragerea restului trupelor. În memoriile sale, Masséna afirmă că a recapturat satul și că nu l-a abandonat decât la ordinul Împăratului, în jurul prânzului, însă o astfel de versiune, neconfirmată de alte surse, este puțin probabilă, din moment ce Aderklaa ocupa o poziție absolut esențială, în plin centrul dispozitivului.

#### Demiterea lui Bernadotte
În timp ce francezii luptau pentru poziția esențială de la Aderklaa, saxonii și francezii din Corpul al IX-lea al lui Bernadotte, cât și o parte din francezii lui Masséna, erau în plină retragere dezorganizată, în direcția Raasdorf. Aici, primii fugari, în frunte cu un Bernadotte care galopa în rândul gloatei dezorganizate, ignorând procedura militară care cerea comandantului să depună toate eforturile pentru a ralia trupele, l-au întâlnit pe Napoleon în persoană. Pe lângă manevrele absolut neinspirate din ziua de 6 iulie, se pare că, în seara precedentă, Bernadotte ar fi declarat în public că Napoleon a condus prost atacurile din seara de 5 iulie și s-ar fi lăudat chiar că el însuși, dacă ar fi fost comandant în locul Împăratului, ar fi utilizat o „manevră științifică” pentru a învinge, fără dificultăți și aproape fără luptă, armata inamică. Atunci când cei doi oameni s-au întâlnit, Napoleon l-ar fi întrebat pe Bernadotte dacă retragerea face parte din „manevra științifică” despre care vorbea. Bernadotte ar fi încercat în zadar să se justifice, însă Împăratul l-a demis pe loc, spunându-i: „Un incompetent ca dumneavoastră nu îmi este de folos.” Cât despre saxonii lui Bernadotte, doar cavaleria și o parte din artilerie mai erau operaționale; infanteria saxonă, destul de slab antrenată și cu puțină experiență, luptase totuși cu multă bravură, dar suferise pierderi uriașe și era complet demoralizată, nemaiputând să joace niciun rol pentru tot restul zilei.

#### Atacurile lui Klenau și Kollowrat

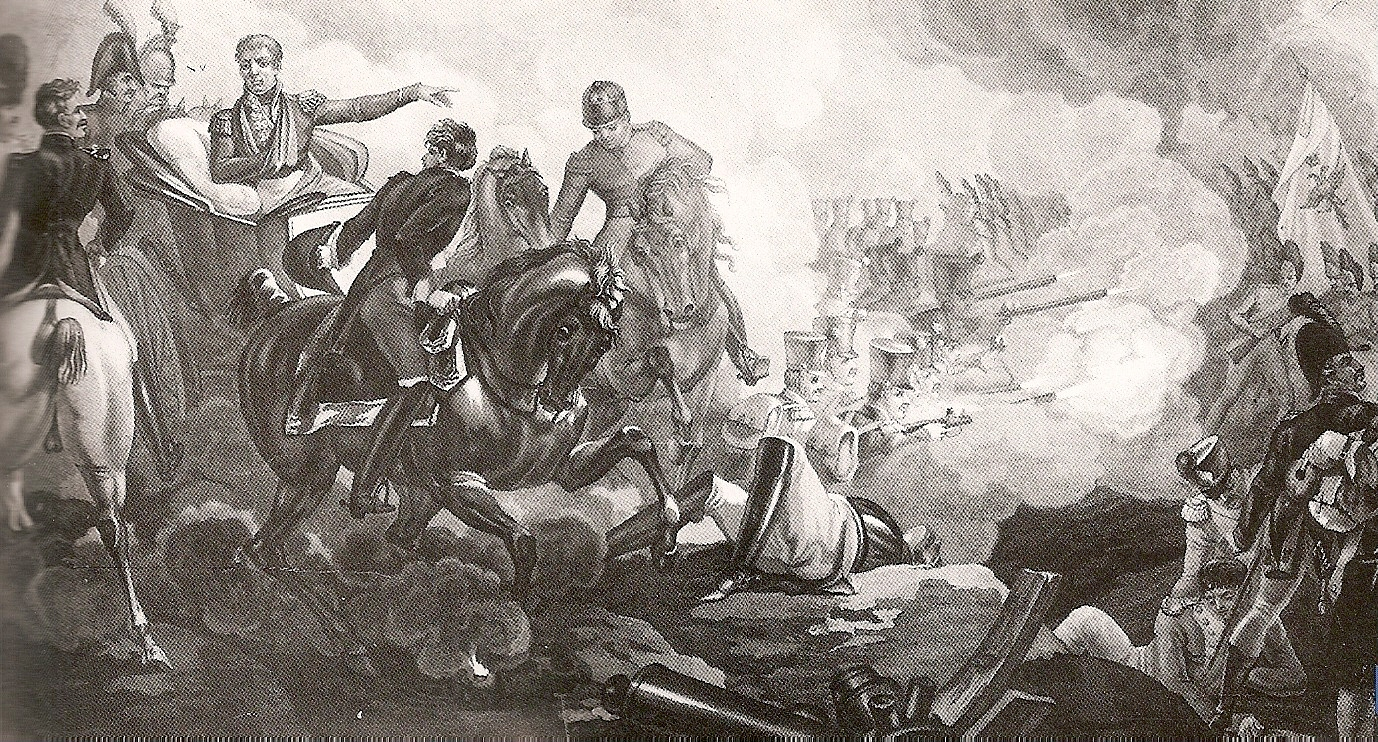
Masséna la Wagram. Mareșalul fusese rănit la picior în urma unei căderi de pe cal înainte de bătălie dar a continuat să își comande oamenii dintr-un faeton tras de patru cai albi (ilustrat incorect de această gravură).

Pe lângă situația dificilă din partea central-stângă a dispozitivului său, Napoleon urma să fie confruntat cu o situație și mai gravă pe stânga. În urma planului general de a lua armata franceză în dublă învăluire, trasat de arhiducele Carol în seara precedentă, între orele 7:30 și 8 dimineața, cu peste trei ore întârziere, Corpurile III și VI și-au făcut apariția pe dreapta armatei austriece. Kollowrat și-a dispus brigăzile Corpului III pe două linii între Süssenbrunn și Breitenlee, amenințând flancul stâng al armatei franceze, apărat în acest sector numai de divizia Legrand și de escadroanele lui Lasalle și Marulaz. Manevrele de poziționare ale lui Kollowrat au fost definitivate în jurul orei 9:30, atunci când flancul stâng al acestuia a intrat în contact cu divizia de grenadieri a lui Prochaska, din Corpul de Rezervă. Astfel, chiar cu flancul asigurat, Kollowrat a rămas pe loc, din lipsă de ordine. La sud de Breitenlee, pe o ușoară ridicătură, generalul austriac a plasat trei batalioane, un regiment de ulani și o baterie ecvestră, al cărei foc a împiedicat orice mișcare a lui Masséna împotriva satului. Ducele de Rivoli a fost constrâns să se replieze către Neu Wirthaus.
Mai la sud, Klenau a pornit de la Leopoldau în jurul orei 7:30 și s-a desfășurat între Breitenlee și Hirschstetten. Avangarda sa, comandată de generalul Vincent, alcătuită din patru batalioane și opt escadroane, a respins avanposturile diviziei Boudet, singura divizie din Corpul lui Masséna care se mai afla în acest sector. Klenau și-a mutat artileria în prima linie pentru a copleși cu focul acesteia batalioanele franceze și trupele grenzer ale generalului maior Vecsey au recucerit Aspern, pierdut în ajun. Inițial, Boudet a încercat să reziste, luând decizia neinspirată de a trimite o baterie de zece piese înainte pentru a bara calea austriecilor, dar husarii austrieci au capturat imediat aceste tunuri. Cu toate că, printr-o șarjă curajoasă a regimentului 56 de linie, francezii au reușit să recupereze tunurile, curând acest regiment, puternic bombardat de cele 64 de piese de artilerie ale lui Klenau și lipsit de cai cu care să transporte piesele, a trebuit să dea înapoi și astfel austriecii au putut păstra tunurile lui Boudet. În ciuda tirului bateriilor grele franceze de pe insula Lobau, austriecii și-au continuat înaintarea de-a lungul Dunării, iar Boudet s-a repliat treptat către Essling, încercând să reziste prin plasarea regimentului 93 de linie în spatele zidului cimitirului de la Aspern și a regimentul 3 ușor în localitatea Essling. Însă generalul francez, copleșit, nu a rămas mult pe poziții și și-a continuat replierea, cu o parte a forțelor sale înspre podul morii, iar cu cealaltă înspre Enzersdorf, pentru a proteja podurile de peste Dunăre. De această dată, de la o distanță mai mică, tirul bateriilor grele de 12 și 18 livre de pe insula Lobau a blocat înaintarea austriecilor și, pentru a nu se expune prea mult, Klenau și-a plasat trupele între Aspern și Breitenlee. Poziția sa îi permitea acum fie să lovească în dosul armatei franceze, fie să atace podurile esențiale spre Lobau, dar ordinele lui Klenau nu prevedeau o asemenea acțiune și comandantul austriac, care nu avea contact direct cu Corpul III al lui Kollowrat și care oricum nu dispunea de mai mult de 14 000 de oameni, a rămas fidel uzanțelor militare austriece care descurajau comandanții de Corp să ia inițiativa. Astfel, în afară de amplasarea a două baterii, care au deschis focul asupra podurilor de la sud de Gross Enzersdorf și un atac timid, rapid respins, asupra capului de pod, Klenau nu a întreprins nimic.

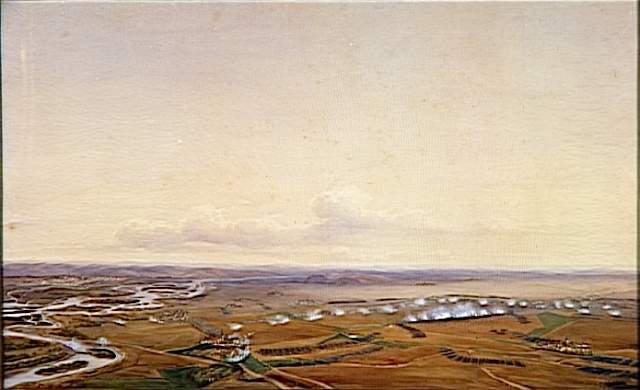
Reprezentare a situației din jurul orei 10 dimineața.

Către ora 10 dimineața, pozițiile austriece erau stabilite pe linia Aspern-Breitenlee-Aderklaa-Wagram, bifurcându-se apoi către est, cu Rosenberg în prima linie de-a lungul râului Russbach și Nordmann în linia a doua, iar cavaleria lui Nostitz prelungea linia până spre Obersiebenbrunn. În ciuda eșecului atacului lui Rosenberg, în ciuda absenței arhiducelui Ioan și a întârzierii cu care a început ofensiva lui Klenau și Kollowrat, primele șase ore ale bătăliei au întors balanța în favoarea austriecilor, însă Carol nu a obținut niciun succes decisiv. El a împins înapoi o mare parte din linia franceză, însă nu a reușit să o străpungă, iar o mare parte din trupele sale era deja angajată în luptă. Acest moment propice pentru austrieci avea însă să fie irosit, în mare parte din cauza lipsei de inițiativă a comandanților de Corp și mai ales din cauza încetinelii sistemului de comandă austriac, incapabil să coordoneze operațiuni pe un front de o asemenea lungime.

#### Reacția franceză

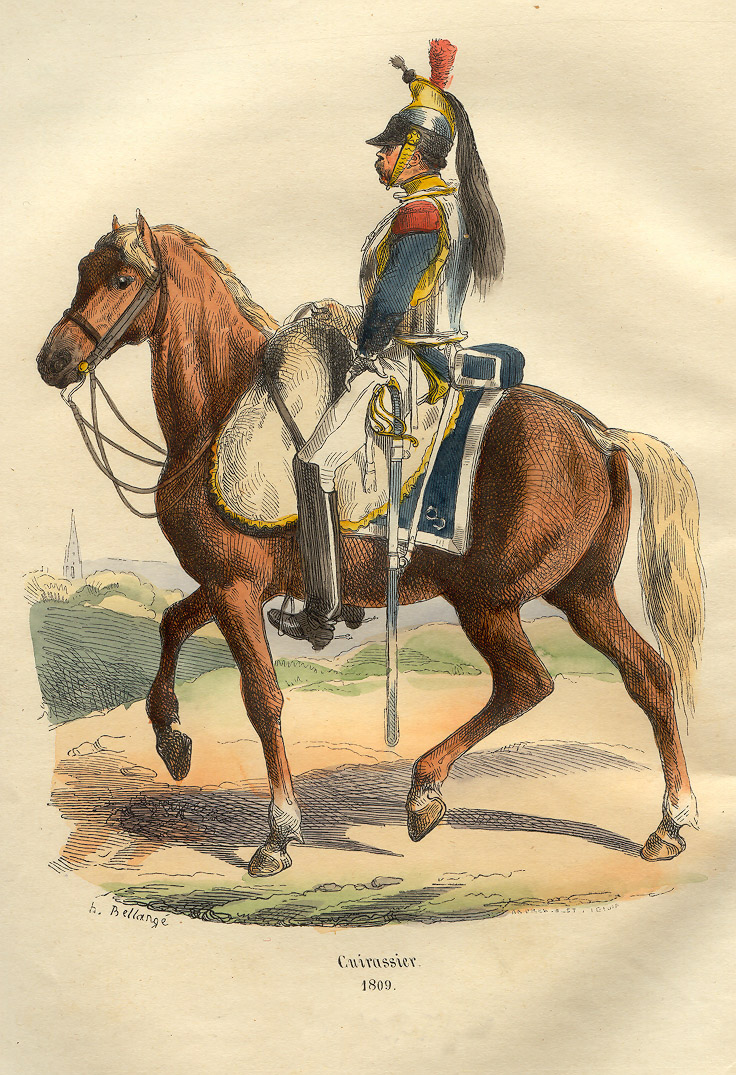
Cuirasier francez în 1809, cu echipament de șoc reglementar. Desen de Bellangé.

De cealaltă parte, Napoleon, călare pe calul său alb, denumit Eufrat, observa îndeaproape situația, expunându-se în mod constant bombardamentului inamic, care avea să ucidă pe parcursul zilei nu mai puțin de 26 de ofițeri de stat major. Având poziția centrală în condițiile unui front din ce în ce în ce mai curbat, Împăratul și-a formulat cu calm ordinele. Comandantul „Armatei din Italia”, prințul Eugène, care comanda centrul dispozitivului francez, manevrase deja din proprie inițiativă, menținând Corpul lui Grenier pe un aliniament est-vest, în fața liniei Russbach și manevrând Corpul lui MacDonald cu fața spre vest, pentru a refuza să expună flancul inamicului, ceea ce a ușurat situația generală a armatei. Primul ordin al lui Napoleon s-a îndreptat către Davout, care trebuia să își intensifice atacul asupra stângii austriece iar, odată ce va fi capturat Markgrafneusiedl, atacul general urma să fie dezlănțuit. Între timp însă, prioritatea Împăratului era de a-și stabiliza flancul stâng. În acest sens, Napoleon îi ordonă mareșalului Masséna să rupă contactul cu inamicul și să își încoloneze trupele pentru a opera un contramarș spre sud și a-l ataca pe Klenau. Această manevră, efectuată în apropierea numeroasei cavalerii a lui Liechtenstein, era foarte neobișnuită și extrem de dificilă și periculoasă pentru trupe formate în coloane de marș. Pentru a proteja trupele lui Masséna și a le câștiga spațiu de manevră, Împăratul îi ordonă mareșalului Bessières, comandant al rezervei de cavalerie, să lanseze o amplă șarjă de cavalerie în punctul nevralgic aflat între linia lui Kollowrat și linia de grenadieri austrieci din rezervă, adică în apropierea localității Süssenbrunn. Totuși, șarja de cavalerie nu putea decât să câștige timp și în plus nu rezolva o problemă serioasă: deplasarea Corpului lui Masséna spre sud însemna deschiderea unei enorme breșe în linia franceză. Napoleon dispunea de întăriri proaspăt sosite pe câmpul de bătălie, Corpul lui Marmont și divizia bavareză a lui de Wrede, pe lângă infanteria Gărzii Imperiale. Dar Împăratul nu voia să arunce în luptă această valoroasă rezervă și astfel alege o soluție extrem de neobișnuită: în loc să închidă breșa din propria linie cu infanterie, decide formarea unei Mari Baterii de 100-112 piese de artilerie, care să țină în șah orice mișcare a inamicului în acest sector.

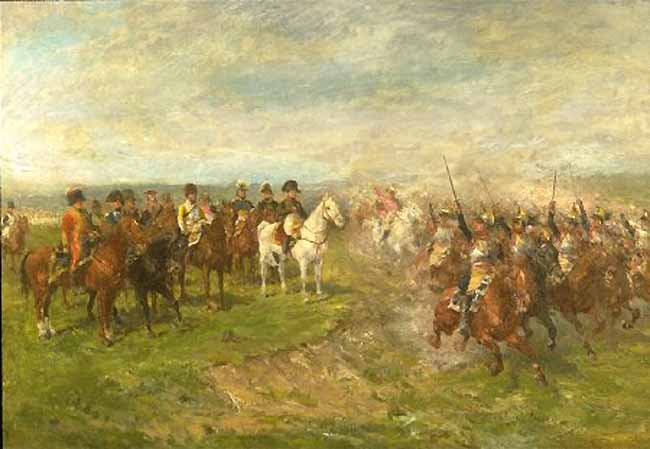
Cuirasieri francezi la Wagram, șarjând în prezența Împăratului Napoleon.

În jurul orei 11, Bessières a considerat că o șarjă imediată este necesară dar, în ciuda calității înalte a ofițerilor și trupelor din rezerva de cavalerie, aceasta nu a putut fi organizată decât în grabă. Totuși, cu bravul Bessières în frunte, călăreții francezi au pornit spre inamic. Mareșalul lăsase divizia de cuirasieri a lui St-Sulpice în rezervă și se pare că ordinele de a șarja nu au parvenit cavaleriei din Gardă, astfel că Bessières a condus la atac doar puternica divizie grea a lui Nansouty, formată din 4 regimente de cuirasieri (2, 3, 9 și 12) și ambele regimente de carabinieri călare, nu mai puțin de 4 000 de oameni conduși de unul dintre cei mai renumiți comandanți de cavalerie grea ai epocii, generalul Nansouty. Trecând prin dreptul Împăratului, regimentele de cavalerie au lansat vivaturi puternice, înainte de a galopa spre inamic. Cu toate acestea, cavaleria franceză a fost întâmpinată cu un redutabil foc încrucișat de artilerie, care a temperat elanul călăreților, chiar înainte ca aceștia să intre în contact cu inamicul. Observând înaintarea îndrăzneață a trupelor lui Liechtenstein și Kollowrat, Bessières a șarjat imediat în spațiul dintre aceste două Corpuri, fără a aștepta concentrarea tuturor regimentelor. Primii care au intrat în contact cu inamicul au fost carabinierii din cele două regimente care formau brigada lui Defrance, pe care mareșalul i-a condus apoi spre dreapta, împotriva grenadierilor austrieci din rezervă, dispuși în mase sau în careuri, iar în urma lor, cuirasierii au reușit să treacă prin sabie un batalion austriac. Solicitată de mareșal încă de la început, cavaleria ușoară a Gărzii, 4 escadroane de chevau-légers polonezi și 4 de vânători călare, aproape 2 000 de săbii, intră cu întârziere în acțiune și nu reușește să realizeze prea mult. Continuându-și acțiunea, carabinierii călare se lovesc de masele compacte ale grenadierilor austrieci, pe care nu reușesc să le străpungă, astfel că încearcă să ia cu ei o baterie capturată în dreptul localității Aderklaa. Dar, dezorganizați și obosiți, carabinierii sunt respinși de regimentele austriece Rosenberg Chevaulegers și Kronprinz Ferdinand Kürassier. Reveniți pe pozițiile inițiale pentru a se reforma, francezii se pregăteau de o a doua șarjă, pe care Bessières avea de gând să o lanseze fără întârziere, moment în care mareșalul a fost lovit de o ghiulea care i-a atins coapsa, dărâmându-l de pe cal. Inconștient, mareșalul este adus în spatele liniei și toată lumea îl crede mort. „Această nefericită lovitură de tun lăsă cavaleria fără șef în timpul celui mai important sfert de oră al zilei”, scria Savary în „Memoriile” sale. Luând comanda rezervei de cavalerie, generalul Nansouty nu își cunoaște ordinele și decide încetarea operațiunilor. Cavaleria franceză suferise pierderi grele, unii autori amintind pierderea a nu mai puțin de 1 200 de cai, din cauza artileriei inamice, a focului de muschetă și a ciocnirilor repetate cu cavaleria și infanteria austriacă, dar își îndeplinise scopul principal, acela de a câștiga timp și spațiu pentru desfășurarea Marii Baterii și pentru marșul spre sud al lui Masséna.

#### Marea Baterie

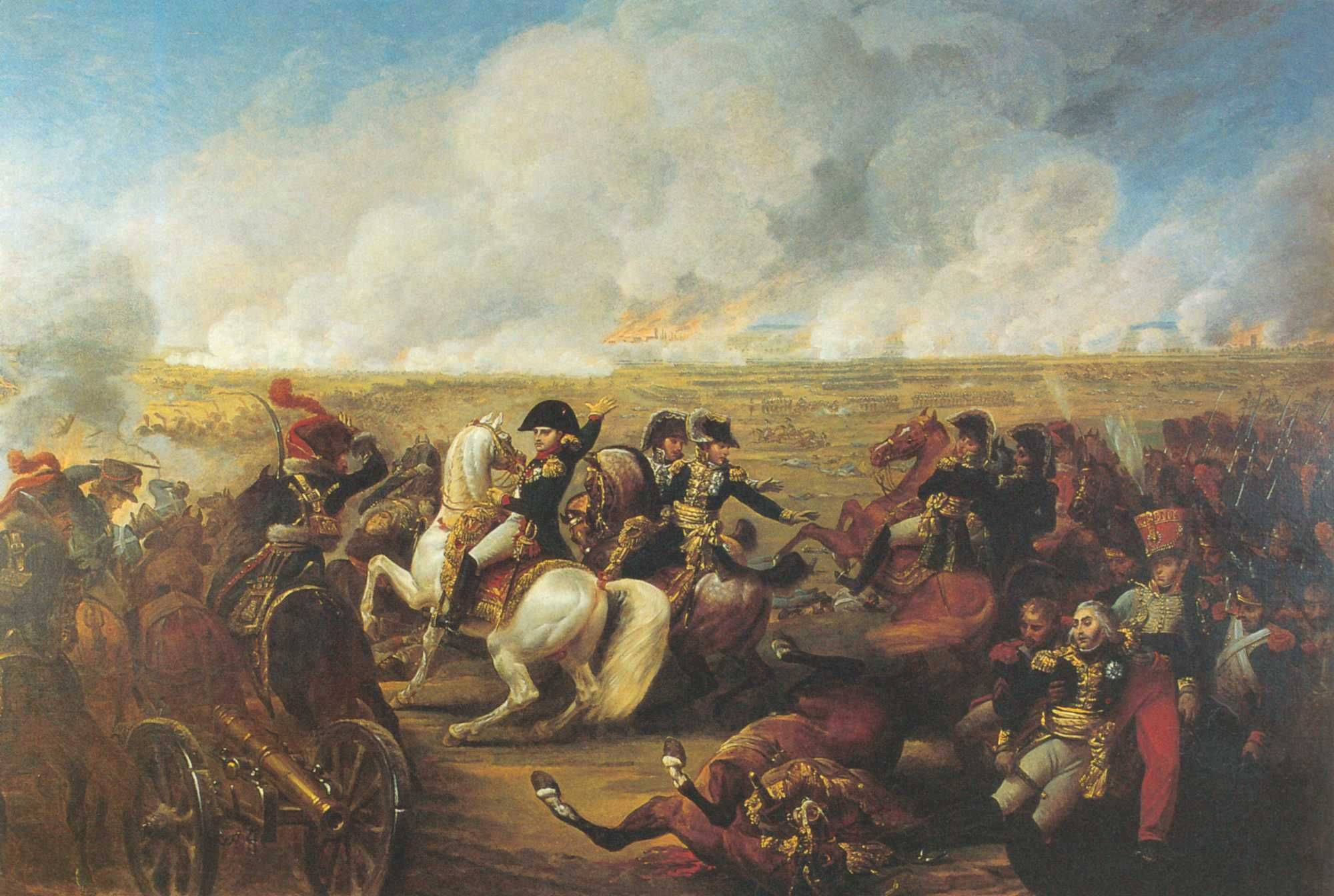
Detaliu al unui tablou de Gros. Napoleon ordonând urgentarea desfășurării Marii Baterii. În dreapta, se poate observa cum Bessières tocmai a fost lovit de o ghiulea, căzând de pe cal, cu toate că în realitate acest episod nu s-a petrecut în prezența Împăratului.

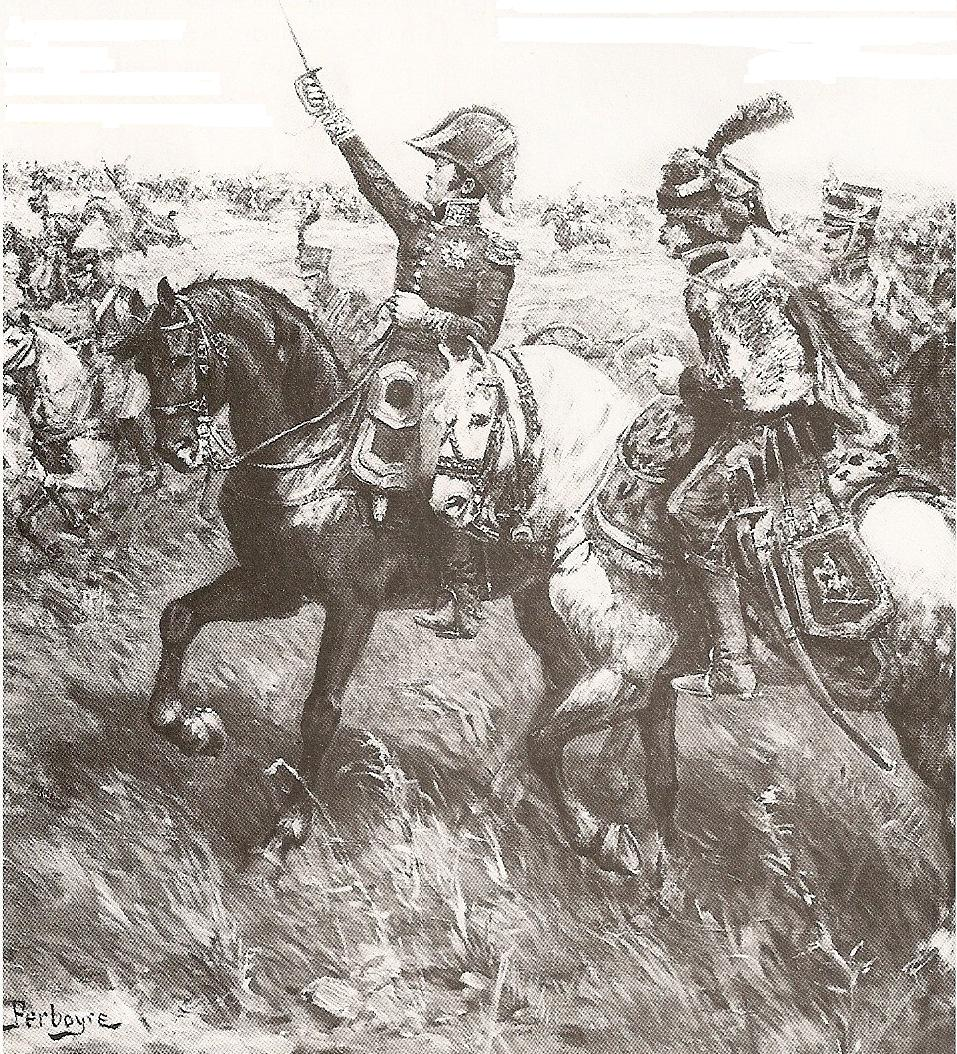
Colonelul Drouot comandând artileria pedestră a Gărzii Imperiale la Wagram.

În timp ce Bessières își conducea escadroanele pentru a bloca înaintarea austriecilor, la ordinul Împăratului, generalul Lauriston supraveghea desfășurarea celei mai mari baterii din istorie până la acel moment. Această baterie a intrat în acțiune în jurul orei 11 și avea ca obiectiv să gonească inamicul de pe poziția dintre Aderklaa și Süssenbrunn. Era formată din artileria ecvestră a Gărzii Imperiale, care a intrat prima în acțiune și care cuprindea 6 baterii de tunuri de 6 și 8 livre și obuziere grele de 24 de livre, sub conducerea colonelului d'Aboville, urmate de artileria pedestră a Gărzii, 4 baterii grele de câte 6 tunuri de 12 livre, sub comanda locotenent-colonelului Drouot. Acestora li s-a alăturat apoi artileria „Armatei din Italia” și piesele grele bavareze de 12 livre. Piesele italiene, 40 la număr, s-au plasat pe dreapta, în fața rezervei de grenadieri ai lui von Liechtenstein, Drouot, cu cele 24-36 de piese ale sale, în centru, în fața Corpului de armată al lui Kollowrat iar d'Aboville pe stânga, cu 24 de piese. Astfel, această Mare Baterie, îndreptată spre vest, era desfășurată de-a lungul a aproape 2 kilometri, începând din apropierea localității Aderklaa și prelungindu-se până în dreptul localității Breintlee. Pe măsură ce tunurile franceze ajungeau pe poziție, deschideau focul imediat și, aflându-se la o distanță de doar 350 - 550 de metri față de inamic, puteau în anumite sectoare să tragă chiar cu mitralie, devastatoare pentru infanteria lui Kollowrat și Liechtenstein. Pe măsură ce tunurile franceze trăgeau, acestea înaintau, astfel că Kollowrat a fost curând nevoit să se replieze spre Breintlee. Artileria austriacă era în mare parte formată doar din tunuri ușoare de 6 livre sau medii de 8 livre și nu putea face față unei contrabaterii prelungite. Cu toate acestea, 2 baterii grele austriece de 12 livre, aflate în fața localității Wagram, la nici un kilometru distanță de Marea Baterie franceză, au lansat un tir devastator, care a produs pierderi grele francezilor. Din cauza proximității față de linia austriacă, francezii începuseră să sufere și din cauza focului de muschetă și curând echipajele de servanți ale mai multor baterii au avut efectivele într-atât reduse încât Napoleon a cerut voluntari din infanteria Gărzii pentru a înlocui servanții scoși din luptă. De asemenea, duelul intens de artilerie a aprins culturile înalte de porumb și mulți dintre răniți, austrieci și francezi, au ars de vii.
În acest timp, trupele conduse de Masséna, mai puțin divizia Boudet, s-au putut încolona pentru a mărșălui spre sud, direct spre flancul lui Klenau, aflat într-o poziție avansată în spatele liniei franceze. Generalul austriac putea amenința podurile esențiale spre insula Lobau sau lovi în spatele liniei franceze, dar, din lipsă de ordine și considerând că nu are destui oameni pentru o asemenea întreprindere, se oprise și se mulțumea să bombardeze capul de pod spre Lobau. Pentru a îl ataca, Masséna trebuia să parcurgă nu mai puțin de 8 kilometri, trecând în coloană de marș prin fața Corpului de armată austriac al lui Kollowrat, întărit de rezerva de cavalerie a lui Liechtenstein. Această manevră era extrem de periculoasă, dar Masséna era unul dintre cei mai experimentați comandanți de pe câmpul de bătălie și beneficia de existența unor culturi înalte de porumb, care ascundeau parțial manevrele. Pentru a proteja marșul coloanei sale, Masséna și-a dispus o parte din cavaleria ușoară pe dreapta, între coloană și austrieci și a primit drept întăriri divizia de cuirasieri a lui Saint-Sulpice. Restul cavaleriei ușoare, brigada lui Marulaz, se afla în frunte pentru a deschide drumul. Pe măsură ce înainta, artileria franceză deschidea focul, înainte de a își schimba poziția iar infanteria era eșalonată pe regimente, batalioanele formând careu atunci când cavaleria inamică se apropia prea mult, doar pentru a-și relua apoi marșul. Astfel, parțial ascunși de culturile de porumb, în afara razei focului de muschetă austriac, dar sub bombardamentul constant al artileriei acestora, soldații francezi au înaintat spre sud, fără ca austriecii să încerce vreo acțiune majoră care să îi împiedice, cu excepția unui singur atac de cavalerie, rapid respins. În jurul orei 12, elementele din fruntea diviziei Legrand ajungeau în apropierea localității Essling, putând vedea deja inamicul.

#### Atacul lui Davout asupra Markgrafneusiedl

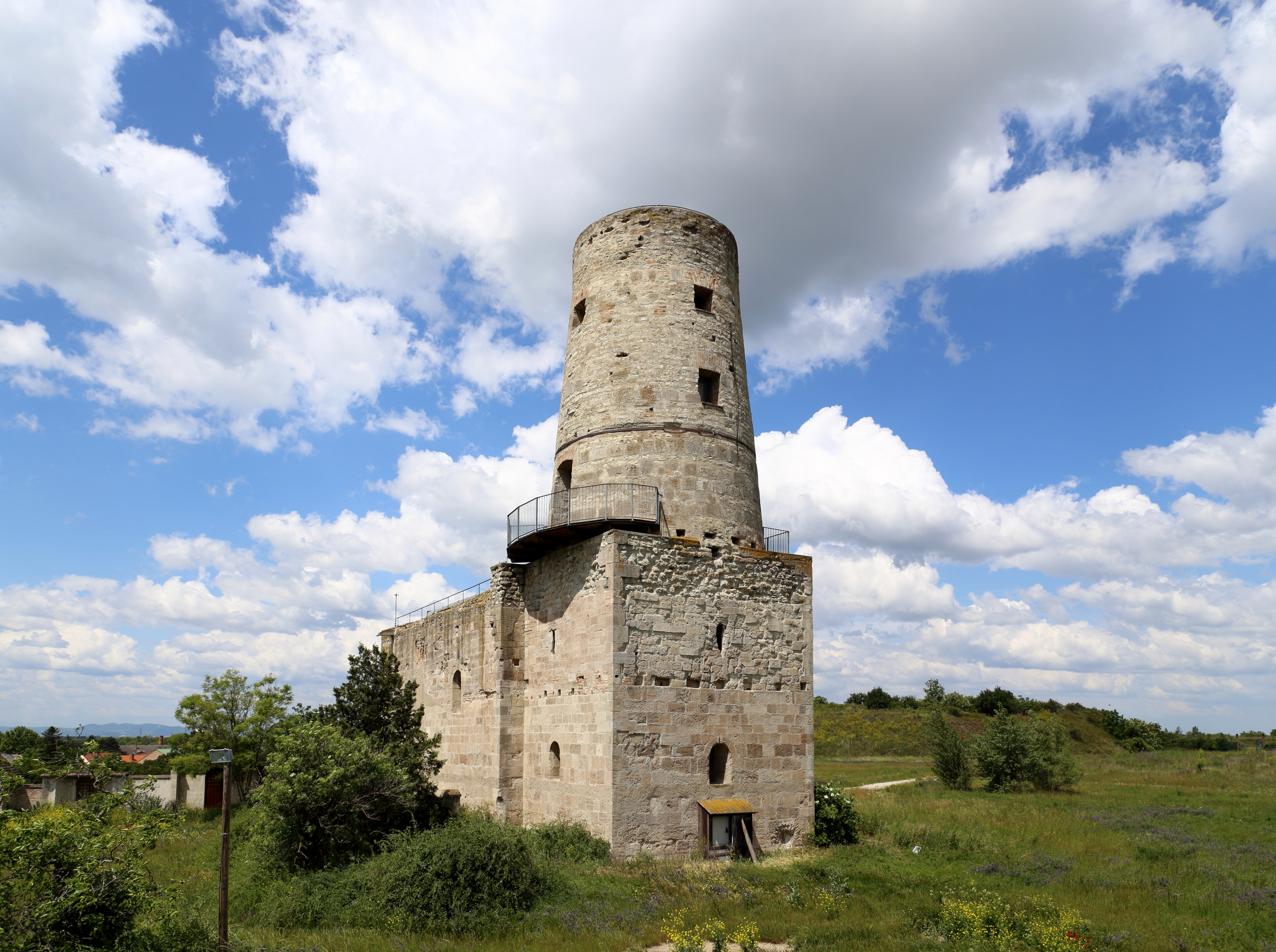
Imagine recentă din localitatea Markgrafneusiedl, cu turnul pătrat, care a supraviețuit trecerii timpului.

De cealaltă parte a câmpului de bătălie, după ce oprise atacul lui Rosenberg și îl respinsese în spatele râului Russbach, Davout și-a pregătit ofensiva în conformitate cu deciziile luate de Împărat în timpul nopții. Pentru acesta din urmă, poziția de pe platou era una esențială și capturarea ei era deci o prioritate absolută. Cu toate că Davout dispunea de forțe mult superioare numeric, Rosenberg avea totuși avantajul unei cavalerii mai numeroase și unei poziții foarte solide: satul Markgrafneusiedl, care domina această parte a platoului, era format din case solide de piatră și cuprindea o serie de clădiri mari, printre care o biserică dezafectată cu un turn pătrat, înconjurate de un șanț și vechi lucrări de terasament, cât și o mănăstire și o moară, aflate mai jos, la baza platoului. Singurul punct nevralgic era pe stânga lui Rosenberg, unde platoul cobora într-o pantă lină spre sud-est. Devreme, în timpul dimineții, Împăratul ordonase ca o mișcare de flancare să aibă loc pe aici. Cele patru divizii ale lui Davout trebuiau să cucerească poziția-cheie reprezentată de Markgrafneusiedl și înălțimile care dominau satul. Elementul principal al sistemului defensiv austriac era turnul pătrat, înconjurat de vechi tranșee care serviseră odinioară pentru apărarea împotriva cavaleriei maghiare. Însă, deși lucrările de terasament nu erau desăvârșite, bateriile austriece, plasate în spatele ridicăturilor de pământ, dominau câmpia Marchfeld.
Planul lui Davout era simplu: artileria sa, susținută de o parte din cea din Corpul II, își va concentra focul încrucișat împotriva satului. Erau în total între 93 și 114 piese (numărând și cele 32 de piese provenite de la regimente), dintre care 8 de 12 livre și 25 de 8 livre, calibre superioare față de majoritatea pieselor austriecilor. Între timp, diviziile Gudin și Puthod urmau să atace dinspre Grosshofen, obligându-l pe Rosenberg să le confrunte. Aceasta va permite diviziilor lui Friant și Morand să flancheze poziția prin dreapta, în punctul nevralgic unde platoul coboară spre sud-est. Infanteria urma să fie protejată pe flancul drept de cavaleria ușoară a lui Montbrun și de dragonii lui Grouchy și Pully. Aceste escadroane trebuiau să respingă cavaleria austriacă și, dacă era posibil, să încercuiască prin spate pozițiile lui Nordmann și Rosenberg de pe platou. Divizia de cuirasieri a lui Arrighi rămânea în rezervă între Glinzendorf și Grosshofen.

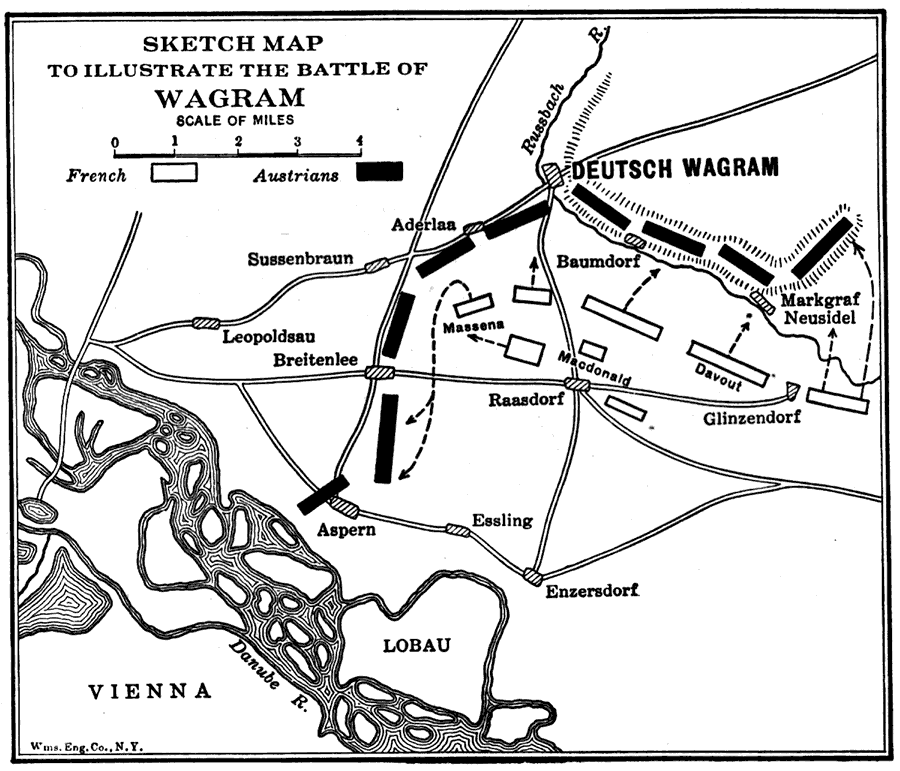
O ilustrare a operațiunilor franceze din dimineața zilei de 6 iulie.

Pentru a face față acestui atac, Rosenberg fusese întărit de avangarda lui Nordmann și de divizia de cavalerie a lui Nostitz, însă Corpul IV, de sub comanda sa, suferise pierderi în atacul dat în zori, iar generalul austriac nu se putea baza pe sprijinul Corpului II. Hohenzollern trebuia de acum înainte să reziste pe o zonă întinsă a platoului sub focul de artilerie al lui Oudinot și amenințarea celor trei divizii ale sale, pregătite să înceapă asaltul. Rosenberg își exprimase în mod clar rezervele cu privire la capacitățile Corpului său, 18 500 de infanteriști cu 60 de piese de artilerie, de a rezista pe poziții, dar arhiducele Carol nu a putut decât să îi ofere asigurări că arhiducele Ioan va sosi în timp util pentru a-l susține.
În jurul orei 9, bombardamentul pozițiilor austriece a început. La efectul tirului s-a adăugat cantitatea mare de fum degajată de atât de multe guri de foc, care a disimulat preparativele franceze de atac. La Leopolsdorf, Montbrun a traversat râul Russbach și a avansat spre Obersiebenbrunn, de unde a izgonit escadroanele lui Fröhlich. În stânga sa, cele două divizii de dragoni protejau înaintarea lui Morand și Friant, care au putut astfel traversa la rândul lor râul. Către ora 10, Davout a considerat că dispozitivul său se afla pe poziții și a ordonat un atac general. După ce a traversat râul Russbach, Friant, cu Morand în dreapta sa, și-a început manevrele pentru a învălui satul Markgrafneusiedl. Astfel poziționate, cele două divizii de infanterie și cavaleria franceză blocau drumul spre Marchegg, de unde Rosenberg sperase mereu să vadă înaintând coloanele arhiducelui Ioan. Văzând mișcarea de învăluire a francezilor, Rosenberg și-a repoziționat trupele. Soldații din a doua linie au fost plasați perpendicular față de linia întâi, joncțiunea dintre cele două având loc în dreptul turnului. Această a doua linie era compusă în principal din batalioanele lui Nordmann, greu încercate cu o zi în urmă. Pe câmpie, cavaleriștii lui Nostitz, atacați de dragonii lui Grouchy și Pully, s-au retras pe platou, spre extrema stângă a trupelor austriece. Cele trei divizii ale Corpului IV trebuiau să păzească platoul dintre turn și aripa stângă a Corpului lui Hohenzollern. Rosenberg și-a întărit pozițiile din jurul turnului cu o baterie de 12 livre, sperând să atenueze loviturile pe care artileria franceză continua să le administreze batalioanelor sale deja epuizate.

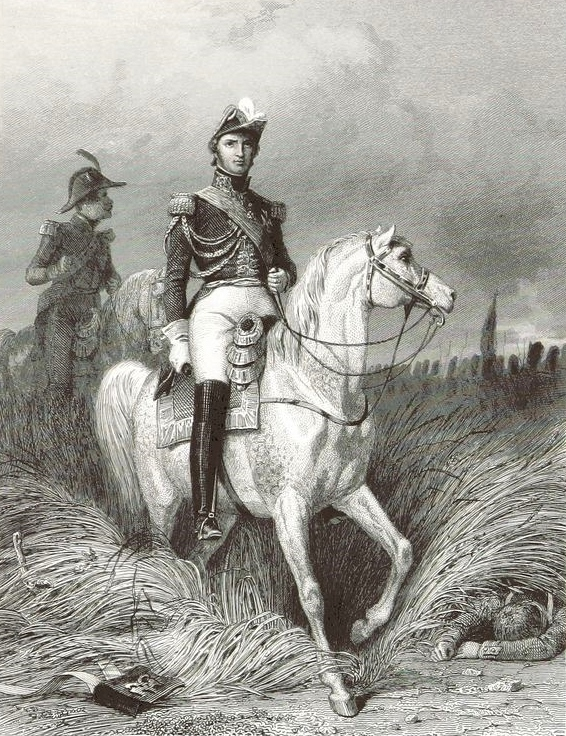
Louis-Nicolas Davout, duce de Auerstaedt, Mareșal al Imperiului.

Atacul frontal francez a fost cel care a deschis acțiunea, opunând diviziile Puthod și Gudin celor 3 brigăzi austriece slăbite, întărite de regimentul 3 Erzherzog Karl și de batalionul Landwehr Unter dem Manhartsberg. Lupta pentru Markgrafneusiedl, scopul principal al atacului frontal, a fost deosebit de sângeroasă iar generalul austriac Peter Vécsey își va pierde viața încercând să apere poziția. Odată ce artileria franceză a lui Davout și Oudinot a reușit să reducă la tăcere piesele austriece plasate în fața localității, cu Mareșalul Davout în frunte, diviziile Gudin și Puthod s-au pus în mișcare și, apropiindu-se de localitate, au fost întâmpinate cu un foc de muschetă susținut. Cu toate acestea, cele două divizii și-au continuat înaintarea și au intrat în sat, Gudin fiind însă rănit în această acțiune și Davout având el însuși calul omorât sub el. Respinși, austriecii s-au regrupat imediat pe înălțimile din dreptul orașului, în jurul turnului pătrat, unde era amplasată bateria grea de 12 livre iar Gudin și-a trimis tiraliorii împotriva lor. În acest timp, spre est, celelalte două divizii franceze își începuseră atacul din flanc. Morand, desfășurat pe două linii, cu regimentele 13 ușor și 17 de linie în frunte, a ajuns pe creasta platoului, dar aici a fost întâmpinat cu foc susținut și cele două regimente regulate ale brigăzii Mayer, 4 Hoch und Deutschmeister și 49 Kerpen, susținute de 8 escadroane de husari din regimentul Erzherzog Ferdinand, au lansat imediat o contraatac. Martor al dificultăților întâmpinate de Morand, Friant l-a sprijinit cu cele două regimente ale brigăzii Gilly, care au lovit flancul austriecilor. Încercând să își ralieze trupele, generalul Nordmann a fost rănit mortal de un glonte, fiind descoperit într-un tranșeu de către francezi, iar austriecii au fost respinși pe pozițiile lor inițiale. Friant a angajat în cele din urmă întreaga sa divizie și a reușit să se mențină pe platou. Acest succes a marcat un moment de turnură în cadrul luptelor din acest sector al câmpului de bătălie.
La rândul lor, ceva mai la vest, Gudin și Puthod reușeau să înainteze, în ciuda contraatacurilor înverșunate ale rămășițelor brigăzii lui Riese si a regimentelor Chasteler, Bellegarde și Beaulieu. De altfel, comandantul brigăzii, generalul-maior Riese nu s-a arătat deloc la fața locului pe tot parcursul zilei, fapt ce nu putea decât să adâncească deznădejdea austriecilor. Spre amiază, Friant a înaintat la rândul său spre poziția turnului pătrat, întorcând flancul austriac. Cu toate acestea, rezistența opusă de austrieci a fost remarcabilă iar Rosenberg s-a regrupat într-o nouă linie pe platou, la nord-est de turn, lansând contraatacuri repetate care au încetinit înaintarea franceză. În aceste momente hotărâtoare, Davout i-a ordonat lui Arrighi să lanseze o șarjă care să spargă linia inamică. Cu toate acestea, șarja a fost organizată în grabă și fără tragere de inimă. În plus, cuirasierii lui Arrighi de Casanova, care îl înlocuise pe excelentul d'Espagne, ucis la Aspern-Essling, trebuiau să șarjeze în pantă, pe care trebuiau să o urce în dreptul localității Markgrafneusiedl, deși ar fi trebuit probabil trimise pe flancul drept, pentru a-l întări pe Grouchy. Conform raportului generalului Arrighi, acesta a urcat platoul în fruntea a două escadroane formate în coloană, ajungând în mijlocul baricadelor inamice, teren pe care i-a fost imposibil să formeze în linie vreun escadron. În plus, austriecii au avut destul timp pentru a se forma în caree. Șarjele diviziei a 3-a de cavalerie grea nu au dat astfel niciun rezultat și s-au soldat cu pierderi grele, aproape 300 de oameni și tot atâția cai. Întorși la baza platoului, cuirasierii au fost reformați de generalul de brigadă Bordessoule, în timp ce Arrighi, furios, a plecat să îl caute pe mareșalul Davout, pentru a protesta împotriva ordinelor primite.

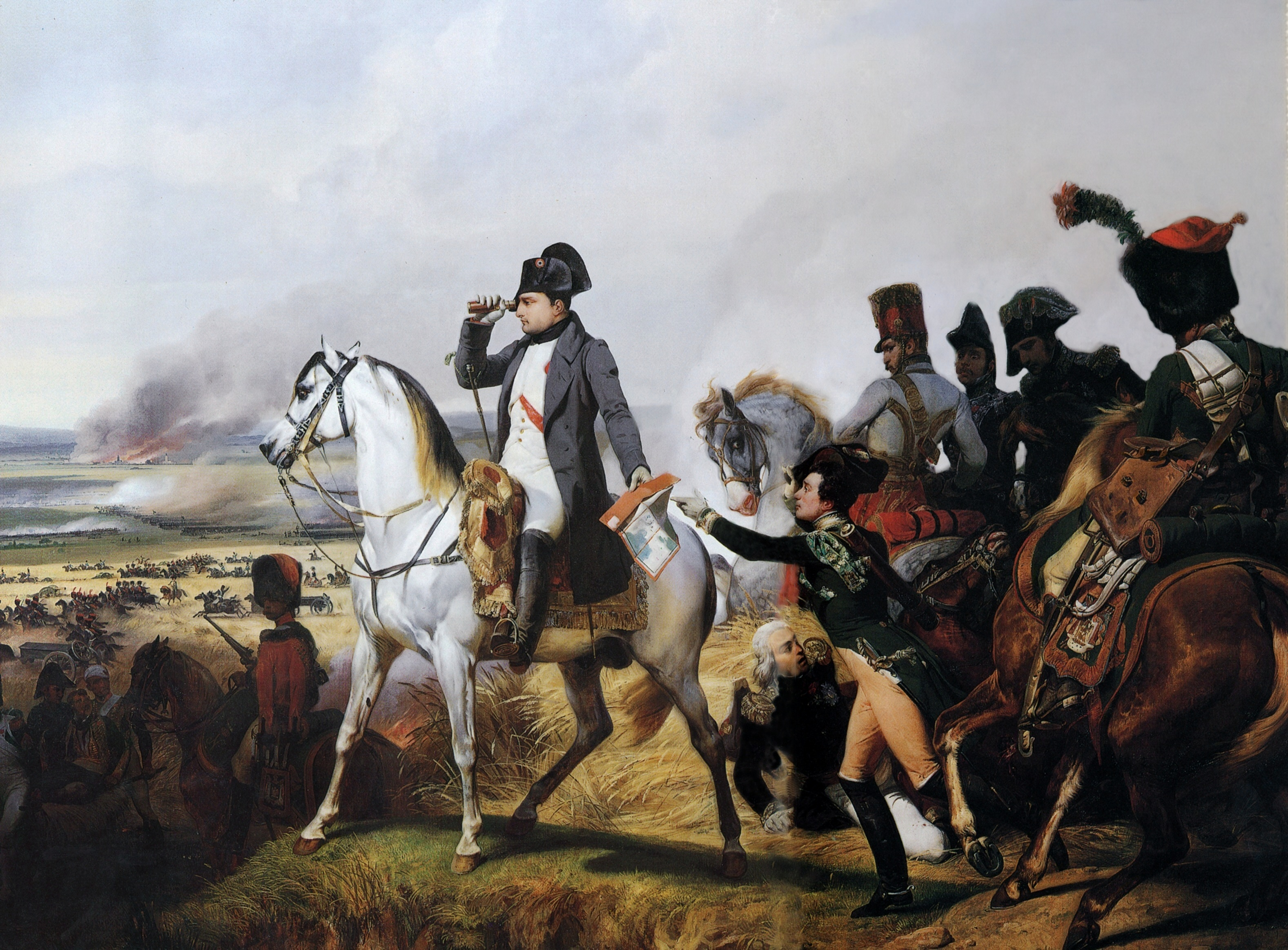
Napoleon a urmărit în mod constant mișcările lui Davout. Atunci când a observat că linia de fum care indica poziția trupelor mareșalului a trecut de turnul pătrat, Împăratul a știut că a venit momentul să ordone atacul general.

Era miezul zilei și întreaga aripă stângă a austriecilor risca să se prăbușească, dar, în aceste momente, sosește în mod salutar arhiducele Carol cu întăriri. Acesta lăsase temporar comanda aripii drepte a armatei arhiducelui Ludovic și se îndreptase către sectorul lui Rosenberg, aducând cu el întăriri din Corpul II al lui Hohenzollern: 5 batalioane din regimentele 57 Joseph Colloredo și 15 Zach, o baterie de 6 livre; cât și din rezerva de cavalerie: 4 escadroane de husari Hesse-Homburg și regimentul Hohenzollern Kürassier. Infanteria a întărit pedestrimea epuizată a lui Rosenberg iar cavaleria s-a alăturat călăreților lui Nostitz, în apropiere de Obersiebenbrunn, unde li s-a ordonat să șarjeze, întâi pentru a alunga cavaleria franceză și apoi pentru a cădea asupra infanteriei. Astfel, marea confruntare de cavalerie a bătăliei avea să aibă loc, opunând cele peste 40 de escadroane ale lui Nostitz cavaleriei franceze conduse de Montbrun și Grouchy. Mai întâi, călăreții austrieci s-au aruncat asupra celor 9 escadroane ale lui Montbrun, iar brigada austriacă Wartensleben, husarii Blackenstein și O'Reilly Chevaulegers, a copleșit regimentul 7 de husari francez, îndreptându-se apoi spre cea de-a doua linie a lui Montbrun, care, în mod absolut surprinzător, a încercat să respingă inamicul cu o inutilă salvă de carabine. Linia franceză a fost imediat străpunsă și austriecii au capturat 10 piese de artilerie ecvestră. Dar în aceste momente Montbrun, care păstrase o rezervă, a trimis vânătorii călare din regimentul 12 frontal iar regimentul 11 vânători călare a lovit flancul călăreților ușori O'Reilly, în timp ce Grouchy a sosit la rândul său și a lansat o puternică contrașarjă. În lupta corp la corp ce a urmat generalii Nostitz și Rothkirch au fost răniți și austriecii s-au retras precipitat să se reformeze, lăsând în urmă tunurile pe care le capturaseră. Slab condusă și suferind din cauza inabilității sale de a se organiza pentru șarje în masă, cavaleria austriacă a fost respinsă cu pierderi mari și a trebuit să se refugieze în spatele infanteriei, în jurul orei 13. Ca atare, fără a mai avea vreo speranță de a putea rezista pe poziții, Rosenberg a organizat o retragere treptată, ordonată, înspre Wendling-Hof.

#### Marele careu al lui MacDonald

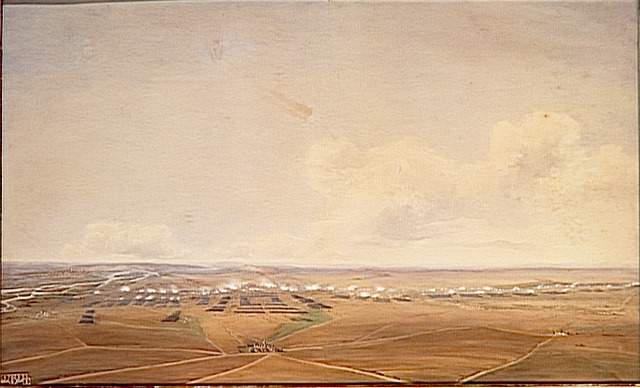
Reprezentare a câmpului de bătălie în jurul orei 13, pe data de 6 iulie. Careul lui MacDonald este vizibil în centru.

În timp ce Davout întorcea flancul armatei austriece, Napoleon urmărea cu atenție manevrele acestuia. Deși distanța față de trupele Corpului III era apreciabilă, Napoleon putea distinge în mod clar turnul pătrat ce domina localitatea Markgrafneusiedl, iar, în jurul orei 13, fumul gros degajat de linia de pușcași a mareșalului Davout îi indica Împăratului că acesta a trecut de clădire. Pe stânga, acolo unde austriecii lansaseră cea mai semnificativă amenințare, mareșalul Masséna, duce de Rivoli, reușise să îl împingă înapoi pe Klenau, stabilizând flancul stâng. Pentru francezi și aliații lor, era momentul atacului final.
Inițial, „Armata din Italia” trebuia să atace platoul între Wagram și Baumersdorf, chiar în centrul dispozitivului inamic, în aceeași zonă unde fusese respinsă în ajun. Generalul MacDonald este însărcinat să conducă primul atac. Deși nu toți autorii sunt de acord cu această versiune, se pare că scopul atacului lui MacDonald nu era acela de a sparge linia austriacă, ci de a-i împiedica pe aceștia să trimită întăriri semnificative pe flancul stâng, acolo unde acționa Davout. MacDonald primise întăriri în timpul nopții: divizia lui Broussier și astfel dispunea de circa 8 000 de oameni, împărțiți în 23 de batalioane. și se pregătea să înceapă asaltul atunci când a primit ordinul de a înainta către Aderklaa pentru a ocupa spațiul ținut de Marea Baterie. Oudinot și-a întins linia puțin mai spre stânga pentru a acoperi spațiul rămas liber. Nemulțumit de faptul că trebuia să execute o manevră pe care o considera a fi foarte complicată, MacDonald s-a îndreptat către Împărat și a ajuns pe o măgură de unde putea urmări situația de lângă Aderklaa. Atunci, el a înțeles decizia Împăratului și a ordonat ca patru batalioane să avanseze în pas alergător în spatele Marii Baterii și să aștepte restul trupelor. Sosit în centru, el și-a format regimentele sub focul artileriei austriece. Opt batalioane ale diviziilor Lamarque și Broussier s-au dispus pe două linii, însă, văzând cavaleria austriacă pregătindu-se să șarjeze, MacDonald a ordonat celorlalte batalioane să rămână în coloană și să se dispună în spatele celor două flancuri ale primelor două linii. Divizia Séras s-a plasat în spate, închizând astfel un careu gigantic, lung de peste 800 de metri și lat de circa 550 de metri.

"Careul" lui MacDonald, conform lui Oleg Sokolov. Istoricul rus prezintă o mare coloană, divizia Séras, plasată inițial pentru a închide careul, nefiind reprezentată.

Teoretic, MacDonald putea conta pe sprijinul lui Bernadotte, însă saxonii săi s-ar fi dispersat rapid. Formația foarte neobișnuită adoptată de MacDonald nu era deci coloana des amintită în literatură, ci un careu, conceput astfel pentru că era probabil ca aceste trupe să fie atacate din trei părți. De asemenea, contrar unui mit ce s-a născut despre această acțiune, formația nu fusese adoptată pentru că trupele ar fi fost neexperimentate. Pentru a susține atacul de infanterie, Marea Baterie, cât și piesele divizionare au înaintat spre inamic, intensificându-și tirul iar pe flancurile marelui careu s-a dispus divizia de cavalerie ușoară a lui Sahuc din cadrul „Armatei din Italia”, alături de cavaleria Gărzii, pe dreapta, iar pe stânga divizia de cavalerie grea a lui Nansouty. Spre amiază, MacDonald și marele careu se puseseră în mișcare în direcția Süssenbrunn, iar austriecii, văzând această enormă masă de oameni, cu stindardele desfășurate și tobele bătând șarja, susținută de cavalerie și artilerie, au deschis focul cu toate piesele disponibile. Arhiducele Carol a ordonat manevre pentru a refuza inamicului flancul Corpurilor III și al celui de grenadieri. Artileria austriacă s-a menținut mult timp în prima linie, nu mai puțin de 15 piese fiind scoase din acțiune de focul inamic, înainte de a se retrage în afara razei de acțiune a muschetelor franceze. În ciuda pierderii a aproape jumătate din efective (unii autori opinează că i-ar mai fi rămas doar 1 500 de infanteriști), MacDonald și-a continuat înaintarea, intrând în contact cu linia austriacă, pe care zdruncinat-o, fără a o putea sparge. În aceste momente cruciale, General der Kavallerie Liechtenstein și-a trimis înainte toată cavaleria disponibilă într-o șarjă masivă menită să câștige timp pentru infanteria austriacă, aflată sub o presiune imensă. Cu toate acestea, francezii reușesc să formeze rapid careuri și șarja eșuează, dar cavaleria franceză nu profită de ocazie pentru a lansa o contrașarjă. Desfășurați prea în spate conform ordinelor comandantului lor, pentru a fi protejați de mitralia inamică, oamenii lui Nansouty răspund prea târziu apelului lui MacDonald iar călăreții din Gardă ai experimentatului cavalerist Walther nu intră deloc în acțiune, comandantul răspunzând că „Garda nu acționează decât la comanda Împăratului însuși sau a comandantului nostru, Mareșalul Bessières”. Însă Împăratul se afla departe de această acțiune, iar Bessières fusese rănit și se afla în spatele liniilor, astfel că ocazia a trecut, făcându-l pe Napoleon să remarce cu dezgust că este pentru prima dată când cavaleria îl dezamăgește. Astfel, în jurul orei 14, marele careu al lui MacDonald a fost nevoit să se oprească, generalul solicitând întăriri și adăpostindu-și oamenii într-o adâncitură a terenului.

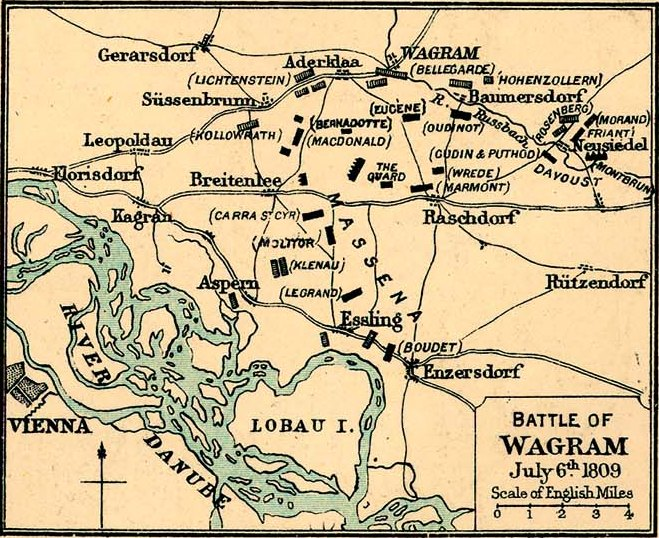
Poziția celor două armate în ziua de 6 iulie, la amiază.

Întăririle nu au întârziat, Împăratul trimițându-i cei 5 000 de oameni din divizia bavareză a lui De Wrede, care avea ordine să îi ușureze situația lui MacDonald, având permisiunea de a acționa așa cum dorește. Această divizie de infanterie cuprindea și o baterie pedestră de 6 livre, care a fost dispusă înaintea trupelor, cât și o brigadă de cavalerie și o baterie ecvestră, care au participat la rândul lor la acțiune, intrând în contact cu inamicul de pe linia dintre Aderklaa și Süssenbrunn, în dreapta lui MacDonald. Austriecii se aflau însă în plină repliere și tot ce au putut face bavarezii a fost să schimbe focuri de artilerie și sporadic tiruri de muschetă. În timpul acestei acțiuni, generalul bavarez De Wrede a fost rănit ușor de un glonte, ceea ce l-a făcut pe acesta să îl roage pe MacDonald să îi spună Împăratului că moare pentru el și că își recomandă soția și copiii spre protecție. Generalul francez i-a răspuns cu calm lui De Wrede că îi va putea spune aceste lucruri el însuși Împăratului și că mai are timp să îi mai facă și alți copii soției sale. Un al doilea eșalon de întăriri franceze, batalioanele „Tinerei Gărzi”, era adus de unul din aghiotanții Împăratului, generalul Reille, care avea însă ordine „să nu se implice în vreo aventură”. Cu susținerea infanteriei din Gardă, bavarezii au capturat fără probleme Süssenbrunn. Dincolo de localitate, doar bavarezii au mai continuat urmărirea în acest sector. Există o vie dezbatere printre specialiști cu privire la succesul sau eșecul acțiunii lui MacDonald, acesta putând fi judecat doar în funcție de obiectivul concret al acestei acțiuni, care, în sine nu este absolut clar. Dacă scopul atacului a fost de a sparge linia austriacă, atunci acțiunea a fost un eșec; în schimb, atacul a fost un succes, dacă a fost conceput drept o modalitate de a împiedica deplasarea de forțe spre flancul stâng austriac, puternic amenințat.

#### Atacul general și retragerea armatei austriece

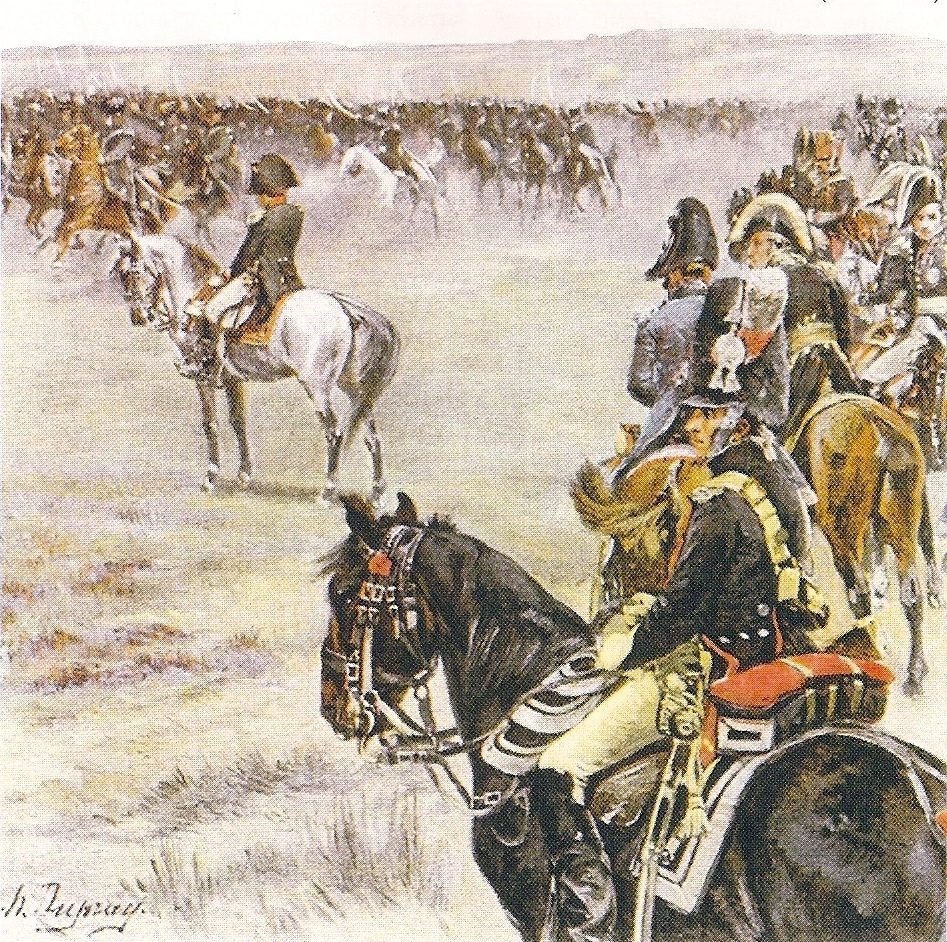
Cavalerie ușoară din brigada Colbert (Corpul II al lui Oudinot), în prezența Împăratului Napoleon.

În urma atacului lui MacDonald, Napoleon ordonă diviziei Pacthod a „Armatei din Italia” să cucerească poziția de la Wagram, în timp ce Corpul XI al lui Marmont era adus înainte pentru a umple golul rămas între „Armata din Italia” și Corpul lui Oudinot. În fine, divizia lui Durutte, trimisă spre sud-vest, în ajutorul lui Masséna, capturase Breintlee. Comandantul Corpului II francez, generalul de divizie Nicolas Oudinot trecuse însă deja din proprie inițiativă la atac în jurul orei 13, atunci când observase că, la dreapta sa, înaintarea lui Davout nu mai putea fi oprită. Fără a mai aștepta deci ordinele Împăratului, bravul Oudinot s-a pus în fruntea trupelor, cu sabia în mână, conducându-le înspre creasta platoului, unde era eșalonat Corpul II austriac al lui Hohenzollern, cu care schimbase tiruri de artilerie toată dimineața. Într-o primă fază, Hohenzollern a rezistat pe poziții și austriecii i-au întâmpinat pe francezi cu un intens tir de muschetă și de artilerie. Cu toate acestea, comandantul austriac a realizat că nu poate rămâne pe poziții, deoarece, în stânga sa, Rosenberg era în plină retragere în fața lui Davout, care l-ar fi lovit curând în flanc în timp ce Oudinot îl fixa pe poziții. Nu fără oarecare dificultăți, Hohenzollern a început să își extragă trupele de pe poziții, fiind nevoit să trimită 5 batalioane din linia a doua, cât și o serie de baterii pentru a-i încetini pe francezi. De partea cealaltă, Oudinot se afla în fruntea trupelor, conducându-le spre Baumersdorf, unde brigada austriacă a generalului Hardegg rezista eroic. În timpul acestei acțiuni, generalul francez a fost rănit de două ori și calul i-a fost împușcat sub el, dar oamenii săi au reușit să împingă Corpul II austriac înspre Wagram, cucerind Baumersdorf. Artileria Corpului II francez, sub comanda generalului Séruzier, protejată de brigada de cavalerie ușoară a Corpului, sub comanda generalului Colbert, se desfășurase pe platou, bombardându-i pe austriecii lui Bellegarde, aflați în apropiere de Wagram. Francezii controlau acum cea mai mare parte a platoului și soarta bătăliei era decisă.

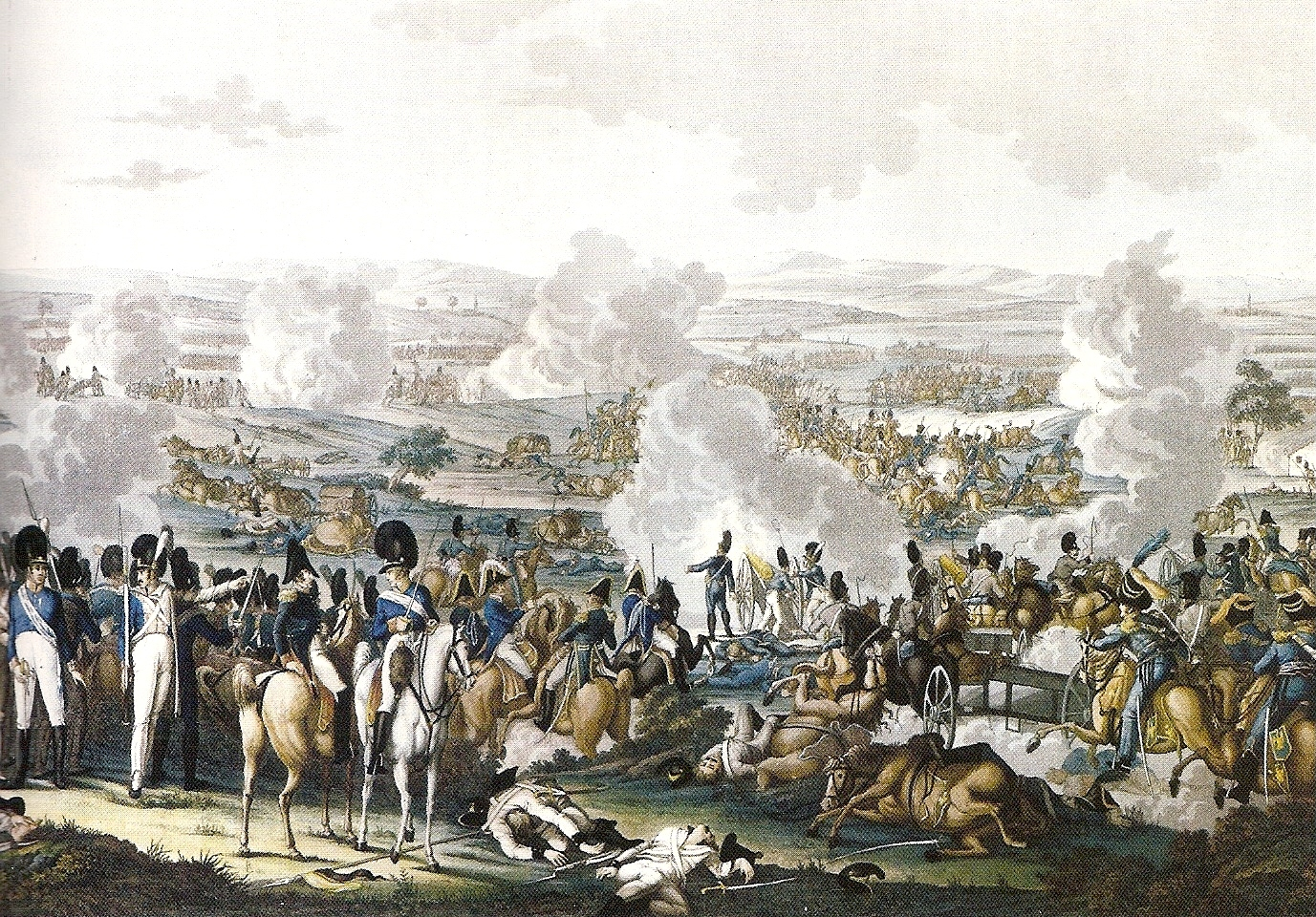
Gravură - scenă a bătăliei de la Wagram.

Pentru arhiducele Carol, bătălia era pierdută. Deoarece nu prevăzuse nicio rezervă de bătălie, cei circa 9 000 de oameni din Corpul V fiind lăsați în urmă ca rezervă strategică, austriecii nu mai puteau relua ofensiva. Dacă arhiducele ar fi rămas pe poziții, ar fi riscat să fie martor la distrugerea propriei armate; ultima sa speranță fusese sosirea celor 13 000 de oameni ai arhiducelui Ioan în spatele aripii drepte franceze, deși aceste trupe nu erau unele de primă mână. Arhiducele Ioan primise pe 2 iulie ordinul de a face o demonstrație împotriva trupelor franceze staționate la Pressburg, doar pentru ca, pe 4 iulie să primească contraordine, reiterate pe 5 iulie, ordonându-i-se să se apropie de teatrul de operațiuni de la Wagram. Pe data de 6 iulie, la ora 10 dimineața, Ioan ajunsese la Marchegg, însă artileria sa se afla în ariergardă. Arhiducele Ioan se aflase deci inițial destul de departe de câmpul de bătălie, dar, la începutul după-amiezii, trupele sale nu se găseau decât la 16 kilometri de locul de desfășurare a ostilităților. Aici, urmând la literă procedura militară austriacă, arhiducele Ioan a ordonat soldaților să se odihnească și să își gătească rațiile, trimițând totodată o depeșă fratelui său, în care îl asigura pe Carol că, odată cu sosirea artileriei, se va pune în marș și va ajunge la Leopolsdorf cel târziu la ora 17. Ceea ce Ioan de Austria nu știa era că, la acea oră, soarta bătăliei va fi deja cunoscută. Primind depeșa, Carol a înțeles acest lucru și, observând turnura evenimentelor, a ordonat o repliere generală în jurul orei 14:30. Armata trebuia să se retragă către Bisamberg, unde aștepta Corpul V al lui Reuss și către Wolkersdorf, în același timp făcând față atacurilor franceze. Arhiducele Carol a transmis șefilor de Corp informația că își stabilește cartierul general la Stammersdorf, unde fiecare șef de Corp trebuia să trimită un ofițer de legătură la lăsarea nopții, pentru a primi noi ordine.
În centru, Bellegarde lăsase o puternică ariergardă, întărită de o divizie de cavalerie a lui Hohenzollern, pentru a menține poziția de la Wagram și a-i întârzia pe francezi. Aceștia, diviziile Pactod („Armata din Italia”), Tharreau (Corpul II) și Garda Regală Italiană, au atacat puternic frontal poziția de la Wagram, în timp ce Durutte a luat cu asalt înălțimile din dreptul localității. Luptele din acest sector au fost deosebit de feroce, francezii pierzând un număr foarte mare de oameni, în special din cauza focului de artilerie și a luptelor la baionetă. În același timp, Corpul III austriac, Corpul de grenadieri și Corpul de rezervă s-au repliat în bună ordine, acoperindu-și reciproc retragerea și beneficiind de pe urma unui important baraj de artilerie, masată de generalul Smola.

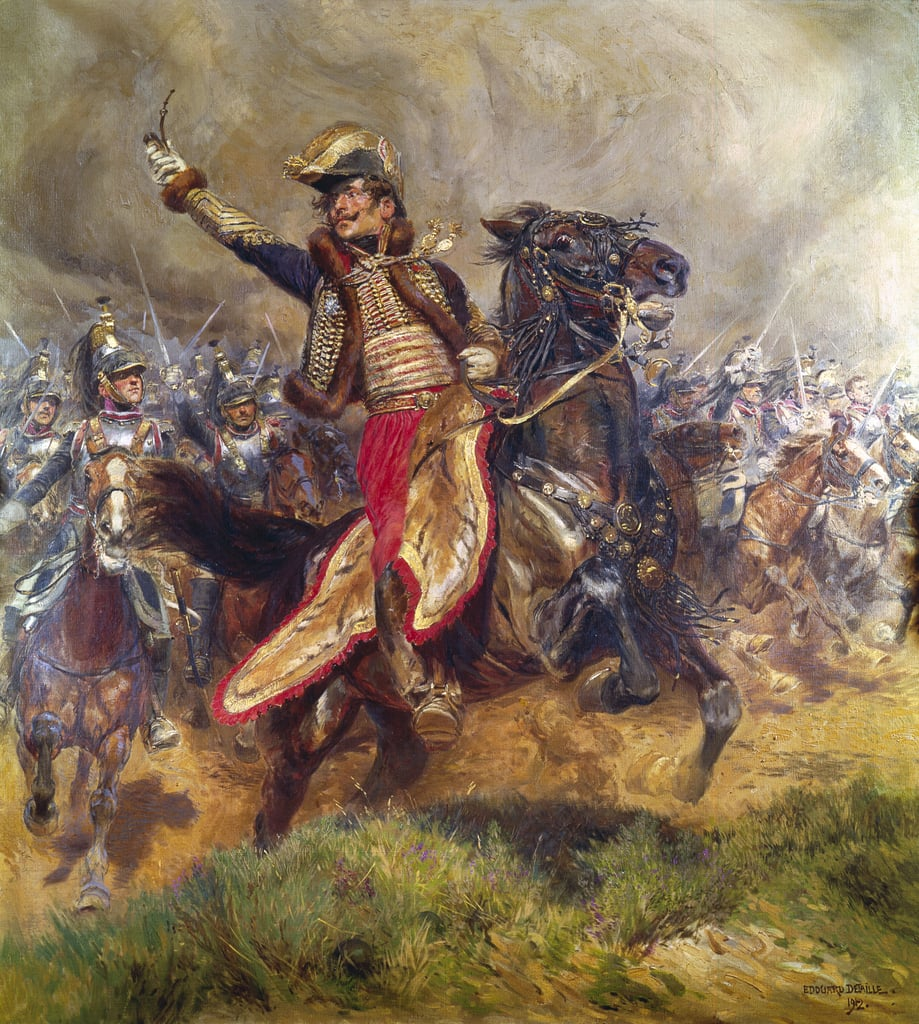
Ultima șarjă a lui Lasalle la Wagram. Conform obiceiului său, generalul deschidea șarja înarmat decât cu pipa sa. Pe fundal se pot observa cuirasieri, divizia grea St. Sulpice aflându-se nu departe de această acțiune

Pe stânga franceză, Masséna, după ce salvase capul de pod, a înțeles că Napoleon a dat lovitura decisivă deoarece canonada se întețise în centru. În fața lui, comandantul austriac Johann von Klenau, se afla într-o poziție extrem de vulnerabilă, în condițiile retragerii generale a celorlalte Corpuri austriece. Austriecii mai controlau încă Essling, dar au fost puternic atacați de francezii din divizia Legrand. Primul atac francez, lansat de regimentul 26 ușor, a fost respins, moment în care Masséna, aflat în continuare în faetonul său alb, s-a plasat în fruntea regimentului 18 de linie strigând: „Scursurilor, câștigați 6 sous pe zi, iar eu valorez 600 000 de franci pe an și tot mă faceți să v-o iau înainte!” Francezii au reușit astfel să cucerească Essling, după care Klenau a încetat să mai reziste, retrăgându-se rapid. Localitatea Aspern a căzut fără ca austriecii să încerce să blocheze ofensiva, iar spre ora 15, Klenau i-a scris lui Carol că se teme că va avea loc un dezastru.
Apoi, Masséna a decis, din proprie inițiativă, să îi respingă pe austrieci până la Bisamberg. Divizia Boudet a mărșăluit către Kagran, susținută pe partea dreaptă de cavaleria lui Marulaz, iar celelalte trei divizii, precedate de escadroanele lui Lasalle, au avansat înspre Leopoldau. Batalioanele Corpului VI austriac s-au dispus în mase pentru a pune capăt acestei urmăriri. Susținuți de focul unei baterii franceze, Marulaz și Lasalle s-au repezit către inamic, străpungând una din mase, apoi îndreptându-se către a doua. În timp ce încerca să-și ralieze oamenii pentru cea de-a doua șarjă, Lasalle s-a prăbușit, împușcat în cap. Francezii îl pierdeau pe cel mai faimos comandant de cavalerie ușoară al epocii. Marulaz a preluat comanda escadroanelor sale și le-a raliat. Între timp, sub protecția unui regiment de ulani, oamenii lui Klenau și-au reluat retragerea înspre Bisamberg. Decis să răzbune moartea lui Lasalle, Marulaz s-a adresat regimentului 8 de husari: „Husari! Sunt 30 de ani de când vă comand. Numele meu vă este cunoscut. Iată inamicul. Nu vă dezmințiți de vechea voastră valoare. Șarjați, Marulaz este cu voi!” Urmați de trei regimente de vânători călare, husarii s-au repezit către inamic cu strigăte de „Trăiască Împăratul, trăiască Marulaz!”. Austriecii au fost trecuți prin sabie, însă calul lui Marulaz s-a prăbușit, lovit de o ghiulea, iar generalul s-a rănit la tibie. Un ofițer din regimentul 3 de vânători călare i-a oferit calul său. Marulaz s-a ridicat cu dificultate și a fost în cele din urmă constrâns să părăsească câmpul de bătălie. Generalul de brigadă Bruyères s-a văzut nevoit să preia comanda a nu mai puțin de două divizii de cavalerie. Acest episod a pus capăt urmăririi lui Masséna, care a hotărât că nu mai era nevoie să se expună bateriilor austriece din Corpul V. În jurul orei 17, Klenau a reușit să își extragă Corpul de armată, retrăgându-se prin defileul Langen-Enzersdorf și alăturându-se astfel mișcării generale de retragere.
În nordul câmpului de bătălie, Davout, Oudinot și Marmont au profitat de avantajul obținut. Hohenzollern a încercat să restabilească o linie defensivă la nord de Wagram, de-a lungul râului Russbach. Pentru a opri urmărirea cavaleriei ușoare a lui Colbert, el le-a ordonat batalioanelor sale să formeze careuri. Brigada lui Coehorn și regimentul 10 ușor au avansat și au atacat la baionetă. Opt sute de austrieci au căzut în mâinile oamenilor lui Oudinot, iar restul s-au repliat către Wolkersdorf. Francezii erau însă epuizați fizic și psihic și nu au urmărit decât cu încetineală. În jurul orei 16, în jurul localității Wagram, câteva zeci de soldați francezi au intrat în panică atunci când cavaleria inamică s-a arătat în apropiere. Fuga lor a fost oprită atunci când au întâlnit infanteria Gărzii, formată în careuri, pentru a proteja cartierul general al Împăratului. O oră mai târziu, s-a produs un alt moment de panică și Garda a fost din nou nevoită să formeze careuri, atunci când au apărut în spatele liniei franceze patrule călare ale arhiducelui Ioan. Acesta din urmă a fost însă informat despre retragerea armatei austriece și s-a retras la rândul său.

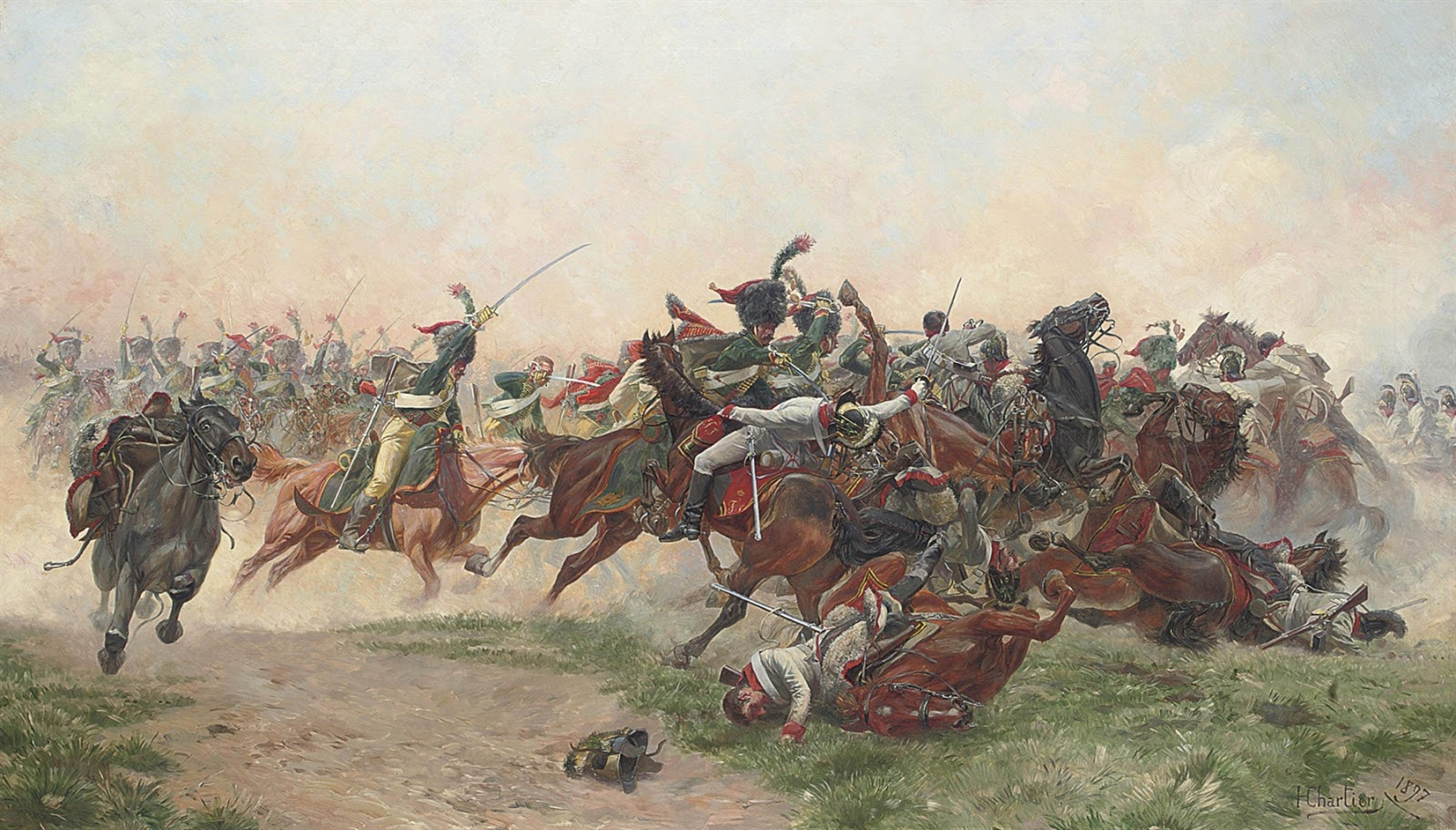
Vânători călare din Garda Imperială Franceză într-o acțiune de cavalerie din seara zilei de 6 iulie.

La dreapta, Davout a urmărit de asemenea trupele lui Rosenberg, a cărui cavalerie căuta să protejeze retragerea. Beneficiind de susținerea artileriei, diviziile franceze i-au respins pe austrieci până la Auersthal și Bockfliess. În acest sat, soldații din regimentul 108 de linie au găsit casele pline de soldați austrieci în stare de ebrietate. Aceștia au încercat să se apere, însă francezii nu le-au arătat nicio milă: două sute de austrieci au fost omorâți iar alți patru sute au fost luați prizonieri. La ora 18, acest episod a marcat sfârșitul luptelor de pe aripa dreaptă. Singurul moment când retragerea austriacă a părut să fie amenințată a fost spre apus, atunci când elemente din cavaleria grea a lui Nansouty, din cavaleria Gărzii și din cavaleria „Armatei din Italia” au încercat să blocheze retragerea Corpului III austriac. Austriecii au lansat imediat o contrașarjă, prin brigada lui Kroyherr, Kürassier Regiment 1 Kaiser, Kürassier Regiment 6 Moritz Liechtenstein, brigada ușoară a lui Teimern, regimentul 1 de dragoni al lui Knesevich și regimentul 6 Rosenberg Chevaulegers. Cavaleria austriacă a lovit flancul celei franceze, obligând-o să se retragă, dar acțiunea i-a dovedit lui Carol că lăsase Corpul III prea expus, motiv pentru care i-a ordonat să se retragă mai rapid, pentru a ajunge în linie cu Corpul VI al lui Klenau. În jurul orei 20, canonada se încheiase și doar câteva unități franceze au mai continuat urmărirea, dar au fost ținute la distanță de ariergarda austriacă. Napoleon câștigase încă o bătălie decisivă, dar, de data aceasta, armata austriacă reușise să se retragă în ordine și rămânea capabilă de a continua lupta. Cu toate acestea, înfrângerea de la Wagram îl convinsese pe arhiducele Carol că trebuie să încheie pacea cât mai repede cu putință.

## După bătălie

### Pierderile celor două armate
Bătălia de la Wagram a fost una dintre cele mai sângeroase ale războaielor napoleoniene, urmare a faptului că ambele armate au concentrat o puternică artilerie și că bătălia s-a dat într-o câmpie, fără prea multe obstacole naturale. Se estimează că artileriile celor două armate ar fi tras peste 90 000 de proiectile fiecare în timpul celor două zile de lupte. Wagram a marcat o schimbare majoră în tactica armatei austriece, care a opus o rezistență încrâncenată și a cărei împărțire pe Corpuri de armată, chiar dacă insuficient stăpânită și prost înțeleasă, a reușit să o impună totuși ca fiind un adversar redutabil.

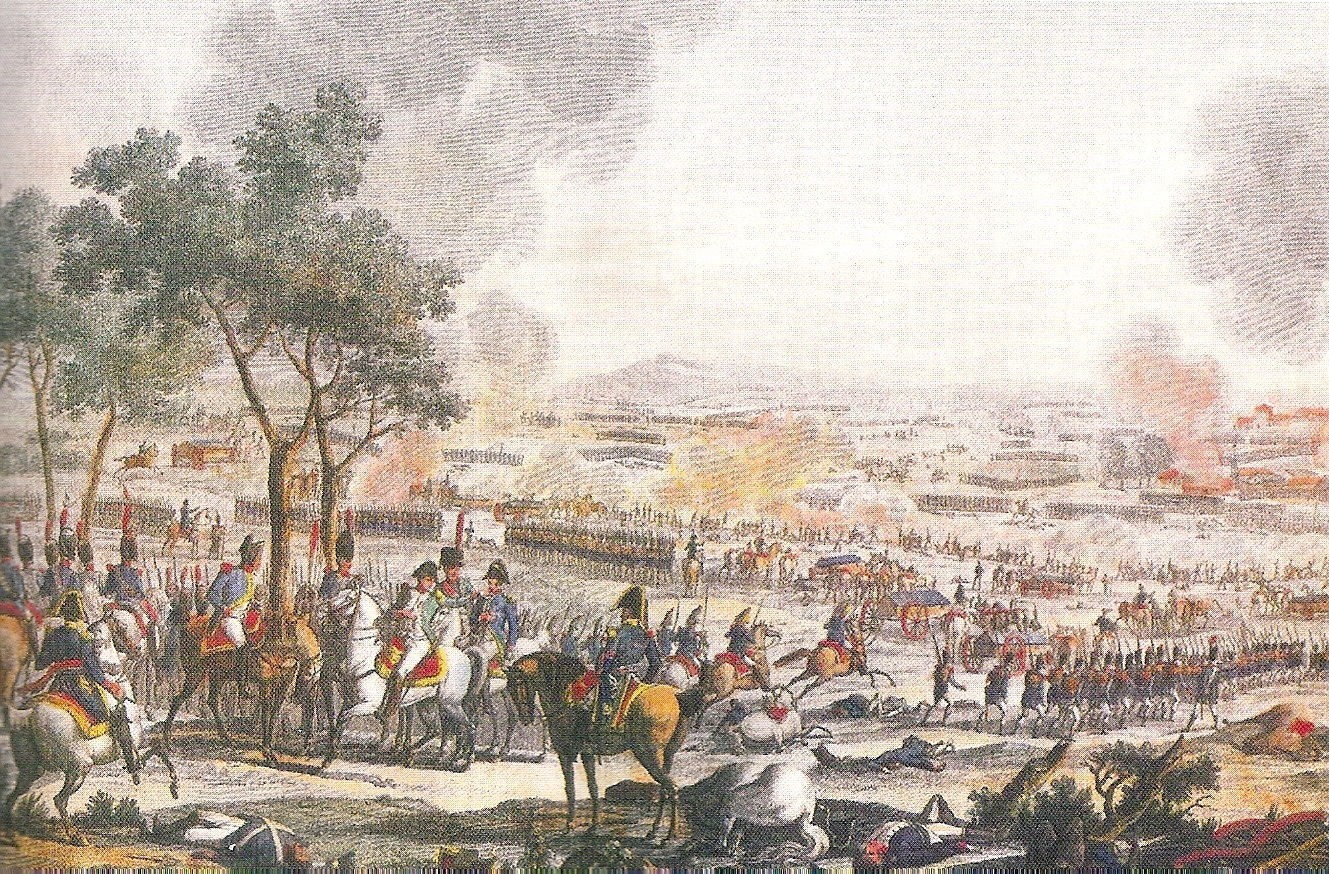
Sfârșitul bătăliei de la Wagram.

Cu toate că buletinul „Marii Armate” amintește de doar „1 500 de morți și 3 000 sau 4 000 de răniți”, în realitate, francezii au înregistrat pierderi semnificative: 5 generali (Duprat, Gauthier, Guiot de Lacour, Lasalle, von Hartitzsch), 238 de ofițeri și peste 7 000 de oameni morți, cât și 37 de generali, 883 de ofițeri și peste 25 000 de soldați și gradați răniți. Se adaugă circa 4 000 de prizonieri, mulți dintre ei dintre răniți. Toate Corpurile franceze de armată au avut pierderi grele, cu excepția Corpului XI și a diviziei bavareze, care nu au intrat în acțiune decât în timpul retragerii austriece. Pigeard oferă cifre similare: 5 000 de morți, 28 000 de răniți (dintre care aproape 2 000 de ofițeri morți și răniți), 3 000 până la 4 000 de prizonieri, cât și pierderea drapelelor batalionului 3 din regimentul 4 linie, al regimentului 24 ușor și al regimentului 106 de linie. Naulet estimează că francezii ar fi pierdut 25 000 - 28 000 de oameni.
De partea cealaltă, pierderile austriecilor sunt greu de estimat deoarece statele militare austriece au înregistrat doar diferența totală între efectivele de pe 5 și cele de pe 11 iulie (51 626 de ofițeri și soldați), cifră ce include luptele minore de după Wagram, cât și bătălia de la Znaim. Mulți dintre aceștia sunt soldați dispăruți în timpul retragerii și luptelor de după bătălia de la Wagram. În cadrul bătăliei de pe 5 și 6 iulie, austriecii înregistrat pierderi similare francezilor: 37 000 de morți și răniți și 18 000 de prizonieri, dintre care cea mai mare parte erau răniți. Mai exact austriecii au pierdut: 4 generali (Nordmann, d'Aspre, von Wukassovich, von Vécsey), 120 de ofițeri și 5 507 soldați și gradați morți, cât și 13 generali, 616 ofițeri și 17 490 de soldați și gradați răniți. Corpurile austriece din centru au înregistrat pierderile cele mai grele (circa 30% din efective) iar Avangarda lui Nordmann a pierdut circa 50% din efective. Naulet vorbește despre 37 000 de oameni pierduți de austrieci, în timp ce Hourtoulle estimează că 25 000 de oameni au fost scoși din luptă, cifră la care trebuie adăugați peste 20 000 de prizonieri.

### Urmărirea franceză și armistițiul
Armata austriacă învinsă la Wagram și-a păstrat capacitatea de a lupta și o oarecare coeziune, în ciuda retragerii rapide pe care a trebuit să o opereze, mărturie stând numeroasele lupte de ariergardă pe care austriecii le-au dus pentru a încetini inamicul, în special cea de la Hollabrunn, unde Masséna a întâlnit o asemenea rezistență, încât a trebuit să suspende ostilitățile și să aștepte întăriri. Cu toate acestea, francezii au reușit să repereze manevrele inamice de retragere în Boemia și generalul Marmont a manevrat excelent, anticipând retragerea arhiducelui Carol cu grosul forțelor austriece. Pe 10 iulie, odată ajuns în contact cu inamicul la Znaim, Marmont și Corpul său de armată de doar 10 000 de oameni aveau în față peste 60 000 de austrieci, dar generalul francez, aplicând strategia napoleoniană, a atacat oricum, pentru a fixa armata inamică, în speranța că va primi întăriri. Poziția lui Marmont era una periculoasă, dar spre ora 10, mareșalul Masséna se apropia cu întăriri, iar la ora 10 seara, Napoleon I a sosit pe câmpul de bătălie cu Garda Imperială, iar în dimineața zilei următoare francezii au primit întăriri importante. Realizând că în curând armata franceză va putea alinia 84 000 de oameni, Carol a decis să încheie armistițiu, chiar dacă nu avea permisiunea imperială. Cu toate că Berthier și alți comandanți francezi au insistat ca ostilitățile să continue până când monarhia Habsburgilor va fi fost distrusă, Napoleon a hotărât să accepte armistițiul, spunând că „s-a vărsat destul sânge.” Pe data de 11 iulie 1809, spre ora 19, a intrat în vigoare acordul de încetare a focului. Devreme, în dimineața zilei de 12 iulie 1809, a fost semnat Armistițiul de la Znaim, care privea doar aspecte militare și era încheiat pentru o durată de doar o lună. Campania de la Wagram se încheiase.

### Consecințe
În aceeași zi, Împăratul Napoleon I i-a ridicat la demnitatea de Mareșal al Imperiului pe generalii Oudinot și Marmont, după ce îi acordase aceeași demnitate generalului MacDonald, pe câmpul de bătălie de la Wagram. A adăugat însă, într-o scrisoare privată către Marmont: „Între noi fie vorba, nu ați realizat încă suficient pentru a merita pe deplin alegerea mea.” Acest eveniment a fost îndelung comentat în rândurile armatei franceze, care a formulat următoarea frază: „Armata l-a numit pe Oudinot, Franța l-a numit pe MacDonald și prietenia l-a numit pe Marmont.”
După semnarea armistițiului, arhiducele Carol și-a înaintat demisia pe 23 iulie, demisie acceptată de Împăratul Austriei Francisc I, care l-a înlocuit cu Liechtenstein. Carol părăsind armata pe data de 30 iulie iar relațiile cu fratele său erau mai proaste decât oricând, Împăratul considerând că, prin semnarea armistițiului, arhiducele s-a implicat încă odată în probleme politice care îi depășeau autoritatea. Arhiducele Carol de Austria nu va mai primi niciodată comanda unei armate.

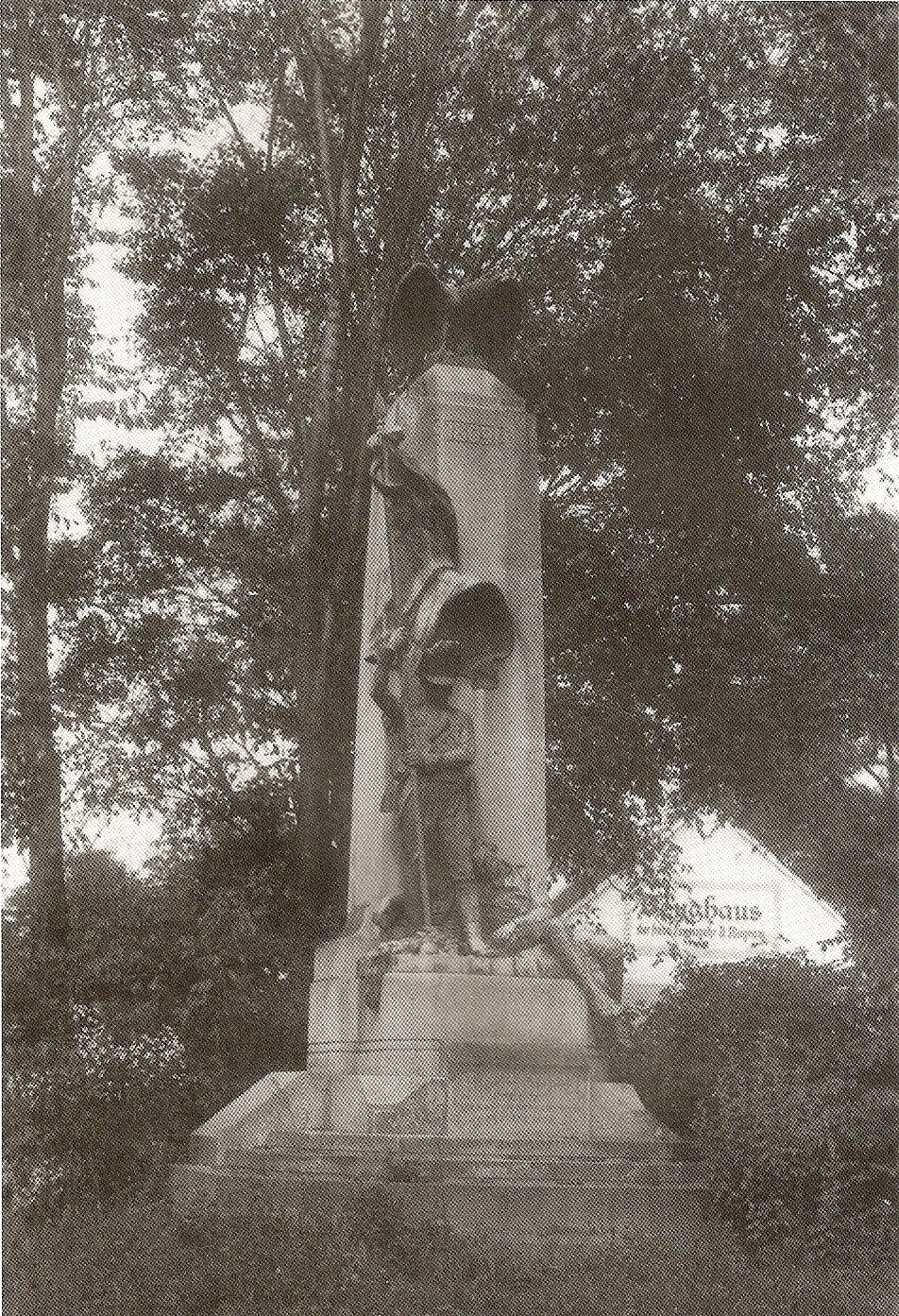
Monumentul comemorativ al bătăliei de la Wagram, de Franz Seifert, aflat în orașul Deutsch-Wagram.

Cu toate că inițial prevăzuse continuarea ostilităților, Împăratul Francisc a realizat curând că acest lucru ar fi echivalat cu sfârșitul monarhiei Habsburgilor. Chiar dacă armata austriacă luptase excelent pe 5 și 6 iulie, la Wagram și chiar dacă pierderile celor două armate fuseseră aproape egale, victoria lui Napoleon a zguduit puternic moralul austriecilor, încrederea în victorie și dorința acestora de a continua lupta. Un raport al Prințului von Liechtenstein către Împăratul Francisc I arăta că disciplina armatei era în deteriorare, că nu existau suficiente muniții, nici mijloace de transport și că nici nu fuseseră pregătite fortificații pentru continuarea operațiunilor, chiar dacă arhiducele Carol lăsase un plan de continuare a operațiunilor pe brațul stâng al Dunării, la vest de Viena. Ca atare, Francisc a acceptat termenii militari ai armistițiului și, stabilindu-se o linie de demarcație, ambele armate s-au îndreptat către cantonamente. Pe data de 14 octombrie 1809, după îndelungi tergiversări și negocieri, austriecii au semnat Tratatul de pace de la Schönbrunn, care consfințea pierderi teritoriale semnificative pentru Imperiul Austriac, reducerea efectivelor armatei imperiale, obligativitatea alianței cu Imperiul Francez, cât și plata unei semnificative indemnizații de război.

## Câmpul de bătălie astăzi
Terenul pe care s-au desfășurat bătăliile de la Essling și Wagram a suferit importante transformări în două secole, mai ales din cauza proximității față de Viena și de asemenea din cauza amenajării Dunării. Fluviul pe care l-a întâlnit Napoleon în anul 1809 nu semăna deloc cu cel de astăzi. Foarte larg, cursul său trecea printre numeroase insule de diferite mărimi, care astfel îl fragmentau. În zilele noastre, fluviul măsoară în medie 600 de metri lățime, în timp ce în 1809, între malul drept și cel stâng era o distanță de patru până la cinci kilometri, însă insulele ocupau o mare parte din acest spațiu.
Spațiul întins și deschis dintre Aspern și Essling practic nu mai există. Odată cu dezvoltarea aglomerației vieneze, ruta care leagă cele două sate este încadrată de case aproape pe toată lungimea sa. Cu excepția celor două căi ferate care traversează câmpia Marchfeld, ea nu s-a schimbat aproape deloc până astăzi. Majoritatea satelor din această câmpie există și în zilele noastre, puțin mai mari decât atunci, cu câteva excepții precum Deutsch-Wagram, care a devenit oraș. Râul March, care delimita în est câmpia, a devenit odată cu trecerea timpului granița dintre Austria și Slovacia. De asemenea, turnul morii mai stă în picioare și astăzi, însă între timp a fost reconstruit sub o formă cilindrică. Câmpul de bătălie, cât și localitățile Aspern, Essling, Kaiser-Ebersdorf și insula Lobau adăpostesc numeroase monumente, stele, plăci comemorative, cât și un remarcabil muzeu al bătăliei, aflat în casa din localitatea Wagram ce a servit drept cartier general arhiducelui Carol. Biserica din această din urmă localitate a servit și ca punct de observație pentru trupele austriece, în timpul bătăliei. În localitatea Obersiebenbrunn s-a descoperit în anul 2004, în timpul unor căutări arheologice de altă natură, o groapă comună franceză, în care au fost îngropați soldați ai regimentului 64 infanterie. Comuna a așezat cu acea ocazie un monument pe acel loc, cu inscripția Franzosen-Friedhof 1809.